# Musée historique de l'Armée
Pour les articles homonymes, voir Musée historique de l'Arme des Carabiniers.
Le musée historique de l’Armée est un musée français actif entre 1896 et 1905, situé dans l’Hôtel des Invalides, dans le 7e arrondissement. Il est créé par décret présidentiel le 31 octobre 1896 et inauguré le 12 juillet 1897 sous la direction du général Joseph Emile Vanson.
Considéré, avec le musée d'Artillerie, comme l'ancêtre de l'actuel musée de l'Armée, il entend commémorer l'histoire de l'armée française grâce à la conservation et l'exposition d'objets en lien avec le souvenir militaire. Ses collections s'étendent du XVIIe jusqu’au XIXe siècle et se caractérisent par la grande variété des thématiques et biens présentés. Sa création est encouragée par le contexte politique, culturel et social de l’après 1870 où la France s’est largement inclinée pendant la guerre Franco-prussienne conduisant à une déroute militaire française.
L’élaboration d’un tel projet trouve sa source dans le sentiment de revanche qui apparait dans les années 1880, une période charnière où le gouvernement français entend retravailler l’image de son armée. Ce musée trouve d’abord son origine dans l’exposition universelle française de 1889 et surtout dans l’action menée par la Société de la Sabretache en partenariat avec le gouvernement français afin de provoquer une renaissance patriotique centrée sur le fait militaire.
Le musée historique de l’Armée connait dès sa conception bon nombre de chamboulements, une thématique caractéristique qui le poursuivra tout au long de son existence, que ce soit par les nombreux débats qui ont précédé son élaboration, le mouvement de ses collections, les changements de directeurs et l’évolution de sa muséographie. Ces différentes modifications sont en réalité le signe de la position fragile dans laquelle le musée a évolué : restrictions budgétaires et concurrence avec le musée d’Artillerie conduiront à la fusion de ces deux musées par décret présidentiel du 26 juillet 1905 qui signe le départ du musée de l’Armée.

## Naissance et objet du musée
En 1890, le peintre Ernest Meissonnier (1815-1891), son élève Édouard Detaille (1848-1912), l’érudit et collectionneur Germain Bapst (1853-1921), ainsi que le général Vanson (1825-1900), fondent la société d’histoire La Sabretache. Cette association vise à collecter des objets historiques liés à l’armée française et à leur attribuer un lieu d’exposition approprié.
L’un des objectifs principaux de La Sabretache est la création d’un musée consacré à l’histoire militaire, idéalement situé au sein de l’Hôtel national des Invalides, à proximité du musée d’Artillerie. Cependant, ce projet suscite des tensions. Le comité technique de l’artillerie, chargé de la gestion du musée d’Artillerie, exprime ses préoccupations face aux implications de cette initiative. Initialement conçu comme un conservatoire technique, le musée d’Artillerie se distingue par une approche méthodique de ses collections. Les membres du comité craignent que cette orientation scientifique soit compromise par la création d’un nouveau musée axé sur des récits héroïques et patriotiques, perçus comme moins rigoureux sur le plan académique.

Malgré ces réticences, et grâce au soutien de certains responsables au sein du ministère de la Guerre, le projet voit le jour le 31 octobre 1896, lorsque le président Félix Faure signe le décret instituant officiellement le musée historique de l’Armée. Ce nouvel établissement est installé dans l’aile orientale de l’Hôtel national des Invalides, face au musée d’Artillerie. Cette configuration donne naissance à deux musées militaires distincts, aux approches complémentaires : l’un conservant une vocation technique, l’autre mettant en avant les traditions et exploits de l’armée française. Une dépêche ministérielle, publiée en 1897, précise d’ailleurs les fonctions respectives de ces deux musées :
« Le musée d’Artillerie recevra, en principe, à l’avenir tout ce qui a trait à l’histoire de l’armement ainsi que les objets et souvenirs de toute nature se rapportant à l’histoire de la période antérieure à 1569, date de la création du 1er régiment d’infanterie. Les objets et documents artistiques ou autres appartenant à une époque postérieure à cette date seront attribués au musée historique de l’Armée, à l’exception de ceux qui peuvent compléter, au point de vue technique, la série des types des différentes armes et l’histoire de leur transformation. ».
L’ouverture du musée historique de l’Armée intervient dans un contexte marqué par plusieurs facteurs : les conséquences de la défaite de 1870, les préparatifs militaires en vue d’une éventuelle revanche contre l’Allemagne, et l’expansion de l’empire colonial. Parallèlement, l’enthousiasme suscité par l’Exposition universelle de 1889, qui avait valorisé les réalisations technologiques et militaires françaises, contribue à renforcer l’intérêt pour un lieu consacré à la préservation et à la transmission de l’héritage militaire.

### Un contexte favorable

#### L'exposition universelle de 1889: le pavillon du ministère de la Guerre
Le musée trouve son origine dans l'exposition universelle organisée à Paris en 1889, où un pavillon « du ministère de la Guerre » est construit sur l'Esplanade des Invalides par l'architecte Walvein. Lors de son ouverture, cet évènement à la portée internationale est présenté comme porteur de paix dans une Europe alors en proie à de nombreuses tensions :      
« Alors que l'Europe plie sous le faix des armes, que les nations civilisées se ruinent en incessants achats de fusils et de mélinite, que l'on sonde vainement, sans en trouver le fond, le gouffre où s'engloutit le plus clair de nos ressources, la France choisit ce moment pour dire aux peuples : Non, le dernier mot de la science n'est pas un mot de destruction ; non, la guerre n'est pas le but le plus élevée des sociétés humaines, et ce n'est pas à couvrir le monde de canons et de forteresses que l'homme, éclairé par les lumières de la science, doit consumer son activité ». 

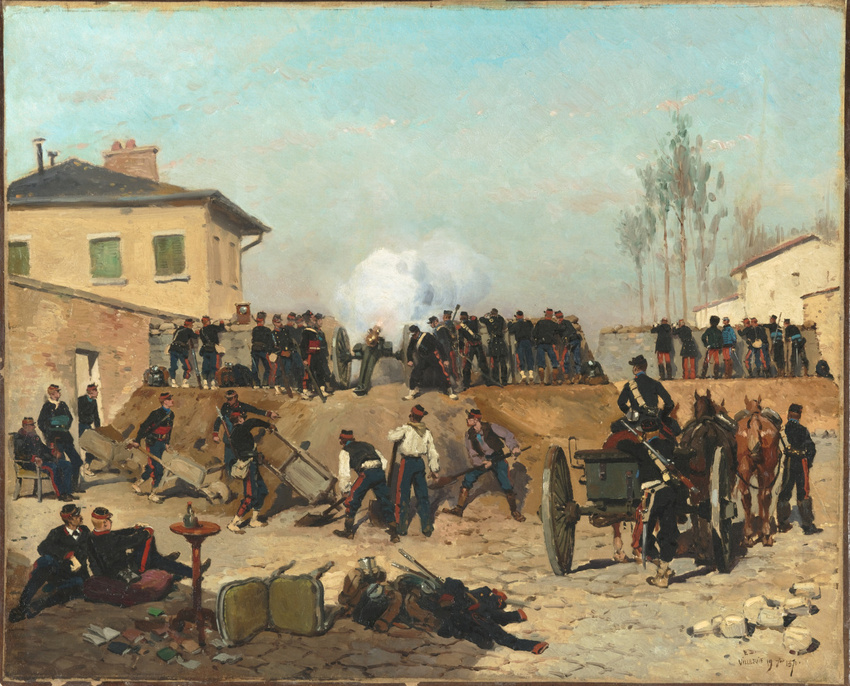
Edouard Detaille, Combat à Villejuif. Siège de Paris, 19 septembre 1870, 1870, Paris, Musée d'Orsay

L'exposition universelle de 1889 voit le jour près de vingt ans après la guerre franco-prussienne de 1871, conflit où la France s'est largement inclinée face à l'Allemagne et a dû se rétablir tout en oubliant les prétentions qui étaient les siennes du temps du fastueux Second Empire. Entre 1871 et les années 1880, le pays se reconstruit dans un environnement social et politique ambigu : si « la période du recueillement » (1871-1879) marque un temps de reconstruction , les nombreuses avancées technologiques, scientifiques et politiques de la Troisième République donnent progressivement de nouvelles prétentions à une part de l'opinion qui, sans vouloir une nouvelle guerre, a du mal à définitivement tourner la page. En 1887, Jean Jaurès écrit « Ni guerre, ni renoncement », exprimant ainsi toute la contradiction d'un pays qui tout en se revendiquant pacifique n'a cessé de nourrir une certaine idée de Revanche à l'encontre de ses voisins. Dès le début des années 1870, le gouvernement français entend conduire le pays dans une série de réformes militaires. L'amiral Jean Bernard Jauréguiberry, accompagné d'une commission parlementaire, lance ainsi une enquête à l'échelle nationale afin de comprendre et étudier les causes de la débâcle française. Les résultats dévoilés mettent l'accent sur la faiblesse des effectifs, de la mentalité et de l'encadrement militaire français; des conclusions qui conduiront à la réorganisation du paysage militaire français, notamment par une série de réformes de grande ampleur dont la mise en place permettra un renouvellement de l'intérêt porté à toute la société militaire.
C'est dans un environnement équivoque qu'est construit le pavillon du ministère de la Guerre. Sa présence au sein de l'exposition démontre un certain malaise et expose les nombreuses tensions qui coexistent au sein d'une nation en proie à un sentiment de Revanche depuis la perte de l'Alsace et de la Lorraine, mais aussi du désir ardent de la part du Gouvernement de raviver le souvenir du glorieux passé militaire français. L'établissement d'un bâtiment militaire est pensé comme un moyen d'affirmer aux yeux des visiteurs étrangers et surtout français, l'ambition de redonner à l'armée une position « centrale et prestigieuse dans la société française ».

Afin d'affirmer pleinement ces revendications de gloire et de faste, le choix est fait de donner au pavillon du ministère de la guerre une apparence grandiose. Outre le budget de 800 000 francs accordé à l'exposition militaire, l'édifice est pensé comme un palais monumental de l'époque classique; son créateur a volontairement « puisé ses inspirations dans le passé » pour donner au bâtiment « un style aux grandes masses, aux lourds profils, aux amples développement, aux lignes altières, qui se prêtent particulièrement à la pompe des triomphes guerriers ». Afin d'accentuer l'aspect grandiloquent du bâtiment, l'artiste a doté la façade d'une porte colossale entourée de deux pavillons décorés par des trophées d'armes au niveau des piédroits et des frontons. Pour renforcer « cet effet pittoresque », une porte fortifiée avec des tourelles, bastions, mâchicoulis et poivrières, caractéristiques de l'époque de Louis XIV, a été ajoutée à l'ensemble. C'est un bâtiment à l'aspect suranné qui est présenté aux visiteurs, une apparence qui impressionne tant par son style que par ses volumes. Les dimensions du palais sont impressionnantes, avec une superficie d'ensemble de 16 000 m2, et surtout un bâtiment principal autour duquel ont été élevés différents édifices où sont exposés les services du ministère de la Guerre .

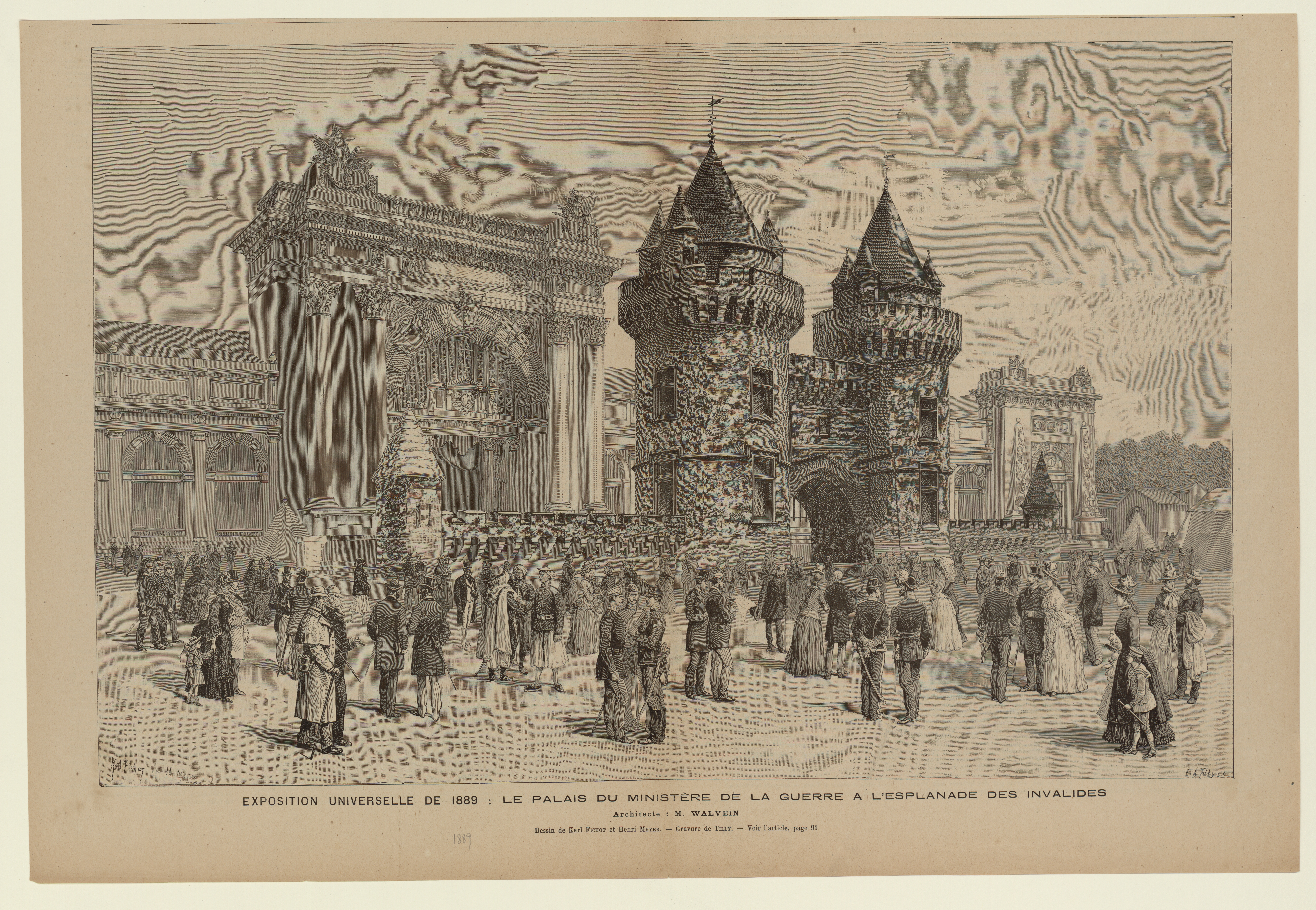
Exposition universelle de 1889, le palais du Ministère de la Guerre à l'esplanade des Invalides

Le bâtiment principal a été pensé pour accueillir deux expositions : la première, appelée « exposition moderne de la classe 66 », est consacrée aux engins et nouveautés de l'armement militaire ; quand la seconde est consacrée aux galeries de l'exposition militaire rétrospective. Si les précédentes expositions universelles ont longtemps eu tendance à uniquement se concentrer sur un aspect purement technique, un changement est opéré en 1889 : les différents espaces du pavillon mettent dorénavant l'accent sur l'histoire de l'armée. Cette nouvelle vocation historique est d'ailleurs précisée dès l'entrée de l'édifice sur laquelle il est possible de lire : « Aux anciennes armées »; un changement remarqué par les visiteurs de l'espace qui commentent favorablement les choix d'exposition :
« L'Exposition du génie offre un intérêt de même nature : même reconstitution rétrospective. Défenses, villes, ponts, chemins de fer, ces figurations captivent singulièrement l'attention. Il suffit de voir pour apprendre, pour avoir le sentiment de quelques réalités utiles à connaître. La représentation des divers systèmes de ponts improvisés, les plans en relief de Grenoble, de Laon, des forts de Joux et du Larmont, le front de Carnot, la représentation de faits de guerre supposés, tout cela constitue autant de spectacles intéressants qui rendent agréable au public une partie qui aurait été forcément stérile, si l'on fût strictement placé au point de vue technique ».

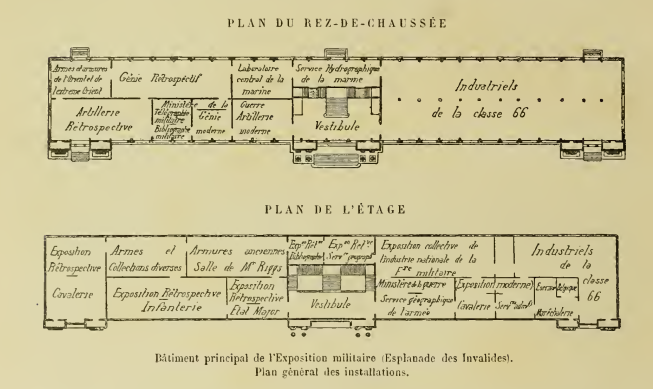
Bâtiment principal de l'exposition militaire. Plan général des installations.

L'élaboration de l'exposition rétrospective comme Œuvre idéologique ancrée sur des questions d'éducation patriotique a en réalité été pensée dès 1888 par un comité d'organisation en charge de l'exposition rétrospective. Ce dernier entend : « reproduire par les monuments ou les figurations, l'histoire militaire [...] de façon plus saisissante que ne pourrait le faire la lecture des livres et des manuscrits ». L'exécution de cet ambitieux programme passe par la présentation de collections variées et d'une muséologie habilement pensée. D'abord, le bâtiment principal, partie la plus imposante par sa taille, se compose de deux nefs menant au vestibule du rez-de-chaussée dont l'entrée est parée de deux armures d'hommes montés sur des armures de cheval. À droite du vestibule, dans la grande nef, se trouve un espace entièrement réservé aux métallurgistes de la classe LXVI. Dans les deux nefs à gauche du vestibule, se déploient une série de salles aux thématiques variées dans lesquelles sont exposées portraits, statues, tapisseries, armes, armures, trophées de guerre, insignes, équipements, cartes, autographes et autres instruments militaires. À l'étage, le même système se poursuit avec un vestibule cette fois entouré des deux côtés par deux nefs. À ces espaces intérieurs, s'ajoute des installations à l'air libre comme des tentes, hangars, trains ou encore matériel roulant. C'est une exposition d'un nouveau genre qui est présentée au public en 1889, un évènement à l'aspect novateur qui semble avoir largement impressionné les visiteurs et la presse. Face à cet important succès, les membres du comité d'organisation vont vite saisir l'intérêt et la force que pourrait provoquer l'établissement d'une institution cultuelle militaire :
« Il faudrait tout un grand musée permanent consacré à l'histoire de l'armée, comme le musée de l'Artillerie l'est à l'histoire de l'armement pour réaliser l'idée dont les salles de l'Infanterie et de la Cavalerie présentent l'application très sommaire. Il existe, sans doute encore en France, à l'heure qu'il est, beaucoup de documents qui sans institutions de ce genre, ne seront peut-être jamais utilisés. Puisse l'exposition militaire de 1889 servir de prologue à la création de ce Musée national ! » 

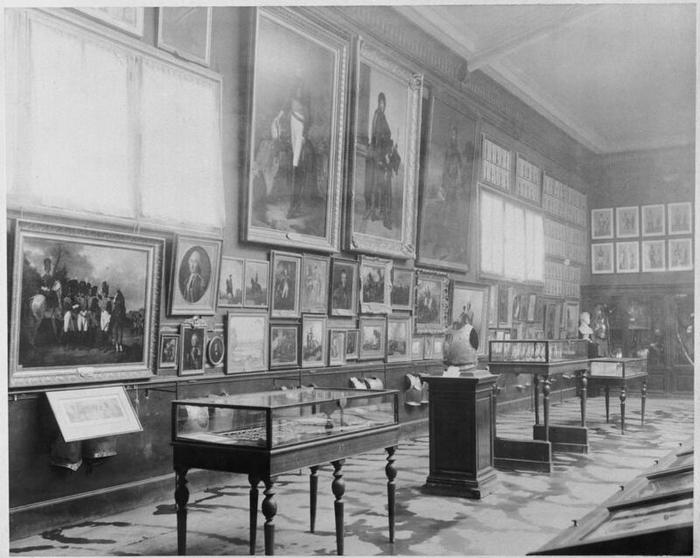
Exposition universelle de 1889 salle T de l'exposition militaire (Cavalerie). Anonyme. Paris, Musée de l'Armée.

Malgré l'important travail de recherche réalisé par le comité d'organisation – qui avait notamment réuni des objets de provenance tant publique que privée –, l'exposition militaire est fermée dès le début des années 1890. Les œuvres exposées sont ainsi séparées et retournées dans leur espace de conservation à savoir des musées, des collections personnelles ou encore le ministère de la guerre. Face à la fin de cette entreprise, une partie des membres du comité d'organisation, menée par le général Vanson, va décider d'agir pour sauver ce projet et le transformer en un musée permanent. Cette décision est à l'origine de la société de la Sabretache, une assemblée à la composition variée qui en 1890 va jeter les jalons de la création du musée historique de l'Armée.

### La création du musée historique de l'Armée

#### La société de la Sabretache
La ferveur patriotique que le public a montrée lors de l’exposition rétrospective militaire du pavillon de la Guerre à l’Exposition universelle de 1889, donna naissance à une idée : faire de cette exposition temporaire une exposition permanente.

#### Origine

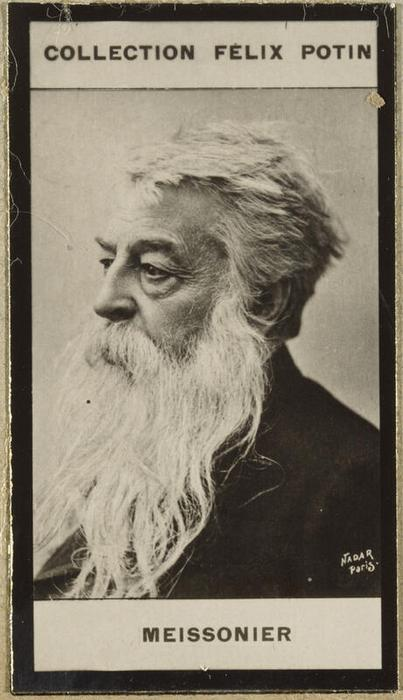
Photographie de Jean-Louis Ernest Meissonier (1815-1891), sculpteur et peintre d'histoire, par Nadar Paul (1856-1939), avant 1891. Epreuve argentique contrecollée sur carton. 7.4 cm x 4.2 cm. Paris, musée d'Orsay © GrandPalaisRmn (musée d'Orsay) /Gérard Blot.

Le succès de l'exposition rétrospective militaire du pavillon de la Guerre à l'Exposition universelle de 1889 inspira les membres du comité d'organisation et les prêteurs, dont les peintres Ernest Meissonier et son élève Edouard Detaille, à envisager la création d'une société en 1890, sous le nom de La Sabretache. Ce nom correspond à un effet d’équipement des cavaliers légers. Il s'agit d'une petite sacoche de cuir plate, utilisée au départ par les hussards hongrois dès le XVIIe siècle, puis par les officiers et l'artillerie légère jusqu'au XVIIIe siècle, pour ranger quelques documents ou leur nécessaire à fumer. Le choix de ce nom aurait une symbolique toute particulière, puisqu’il rappellerait la première pièce proposée à la suite de l’appel lancé pour l’exposition rétrospective de 1889.

La création de la société d’archéologie militaire La Sabretache aurait pour projet final l’établissement d’un musée sur l’histoire de l’Armée, qui collecterait des souvenirs militaires anciens mais aussi modernes, en parallèle du musée d'Artillerie. Ce musée prendrait pour modèle les salles de l'exposition rétrospective de l’Exposition universelle de Paris de 1889. L’objectif est alors de :
« préparer et obtenir la création d’un musée de l’Armée où seraient reconstituées, en permanence et avec tous les développements comportés par un établissement national de ce genre, ces belles salles de l’Exposition Militaire rétrospective, au seuil desquels on lisait : «Aux Anciennes Armées françaises».
Réunissant au départ douze collectionneurs de souvenirs militaires, artistes et historiens sous la direction du premier directeur, le peintre Ernest Meissonier, la société cherche à faire valoir son projet auprès du ministère de la Guerre. La Sabretache souhaite la création d’un établissement public, seul légitime aux yeux de cette dernière pour traiter un sujet aussi connexe à l’histoire de l’Etat. Dans un pays marqué par la défaite de 1870 contre l’Allemagne, l’objectif est muséal, mémoriel mais également patriotique. Il s’agit de célébrer les victoires militaires françaises et, par la même occasion, de rendre hommage aux soldats qui se sont battus pour la France. Ce projet, par sa vocation patriotique, est d’ailleurs applaudi par des membres de l’Armée républicaine comme le témoigne une déclaration du général Billot :
« Il manque à l’Armée française une salle d’Honneur qui perpétue les traditions de son glorieux passé par les trophées de ses anciennes victoires, les drapeaux, les uniformes de ses antiques régiments et par les mille objets se rattachant à la dure existence de ses soldats, quelquefois malheureux mais toujours vaillants. Réunir toutes ces reliques, les mettre dans cet hôtel sous la garde de ses soldats à venir renouveler constamment son esprit militaire, quel plus noble but ? Quelle plus patriotique mission ? »
Le projet de La Sabretache fait également écho aux idéaux patriotiques de la réforme de l'Armée. La loi Freycinet, portant sur le recrutement de l’Armée, est promulguée en 1889. Le service militaire est étendu, la loi supprimant les dispenses de service militaire pour les enseignants, les élèves des grandes écoles et les séminaristes. L’ensemble du clergé, tant régulier que séculier, doit également accomplir le service militaire.

#### LesCarnets de la Sabretache

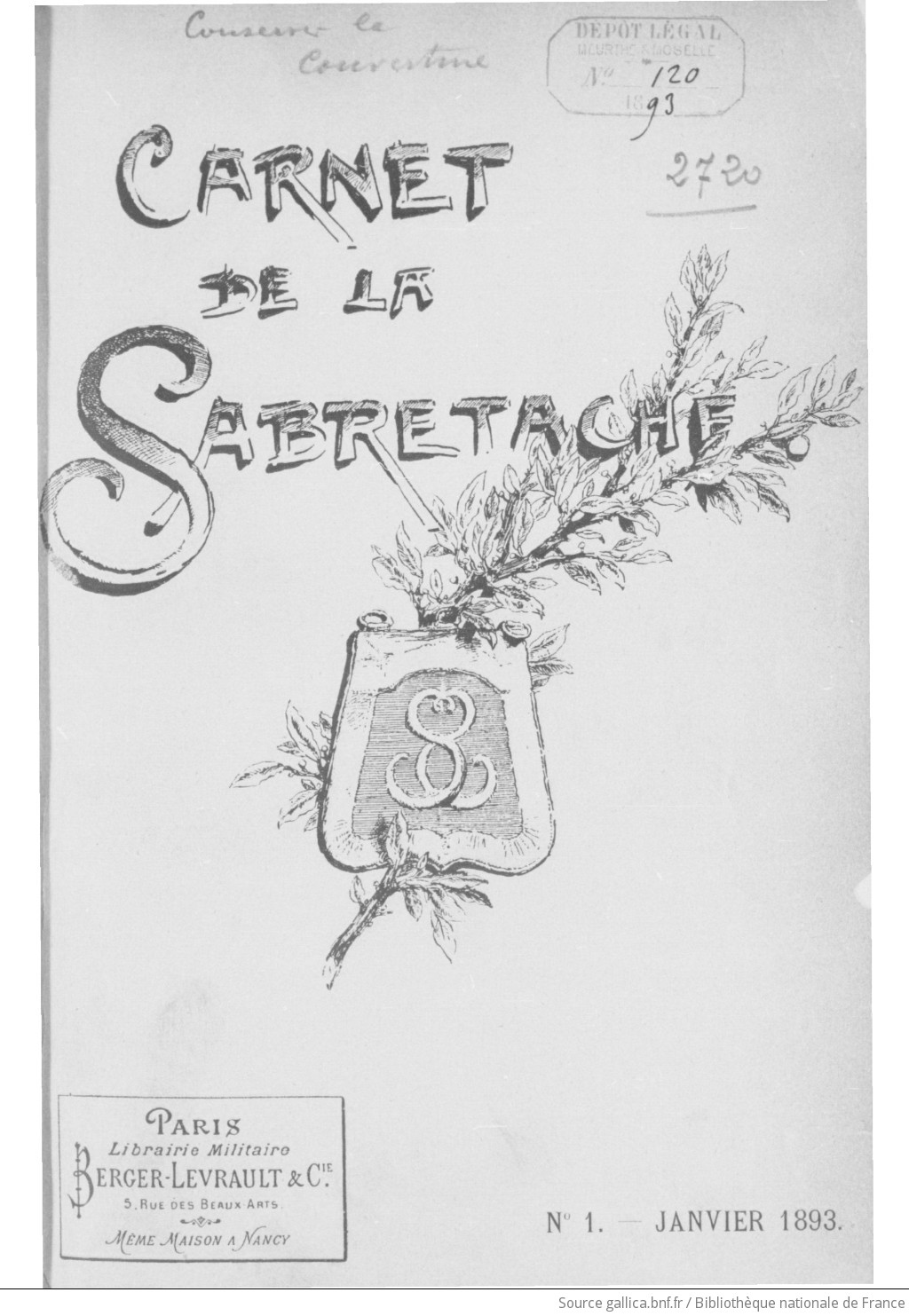
Première édition du Carnet de la Sabretache : revue militaire rétrospective, publiée mensuellement par la Société "La Sabretache" à Paris, janvier 1893.© Bibliothèque nationale de France.

La société de La Sabretache se dote alors d’un Carnet, une revue mensuelle, dans le but de faire entendre son projet. L’activité scientifique de la société y est diffusée, tout d’abord dépendamment de La Revue de la Cavalerie. Le premier numéro paraît dès décembre 1893, moment où la revue devient indépendante. Dans les Carnets de la Sabretache, la société y expose l’avancée de son projet, étend son influence et sa sphère d’action.
Les membres de La Sabretache y indiquent leur corpus d’œuvre, les dons reçus et les récolte de fonds. Les Carnets sont également un support de diffusion des recherches en histoire militaire des membres. Des articles sur l’histoire militaire et l’armement y sont publiés, abordant aussi bien la période contemporaine aux membres de La Sabretache que celle de l'Ancien Régime. Le général Vanson, membre de la première heure et moteur de La Sabretache durant les premières années, est nommé rédacteur en chef des Carnets.
Général de brigade, ce dernier a effectué toute sa carrière dans l’état-major. Son statut de grand collectionneur, spécialisé sur l’iconographie des uniformes, lui permit de faire partie du comité d’organisation de l’exposition rétrospective de 1889. Cette compétence, sa passion pour la recherche historique et son statut de général en retraite font de lui l’homme idéal pour diriger les Carnets, assurer le fonctionnement de la Société ainsi que la réalisation du projet de musée historique.
Sous la devise de l'ancien régiment Colonel-Général Praeteriti fides exemplumque futuri (« Fidélité au passé et exemple pour l'avenir »),la constitution d’une bibliothèque et d'une collection alimentées par les dons de ses membres participe au travail historique de La Sabretache. Certains dons d’objets feront partie des premières collections du futur musée historique.

##### Les membres
Les effectifs de La Sabretache se développent de 1890 à 1896, année de création du musée historique. Les ministres de la Guerre de l'époque le permettent, en donnant à la société les moyens de s'agrandir. Charles de Freycinet encourage la participation des militaires, qu'ils soient de réserve ou en activité, à cette « œuvre toute nationale et d'un caractère archéologique ». Sans avoir à demander d'autorisation personnelle au ministre de la Guerre, ces derniers obtiennent la permission de s'associer, ce qui déroge à la législation militaire. Par la suite, l’autorisation donnée par le ministre Julien Loizillon aux officiers de rejoindre la société lui permit de s’agrandir considérablement à partir de 1893. La société acquiert un certain poids grâce à la formation d’un comité de trente membres à vie, composé d’académiciens et de généraux.

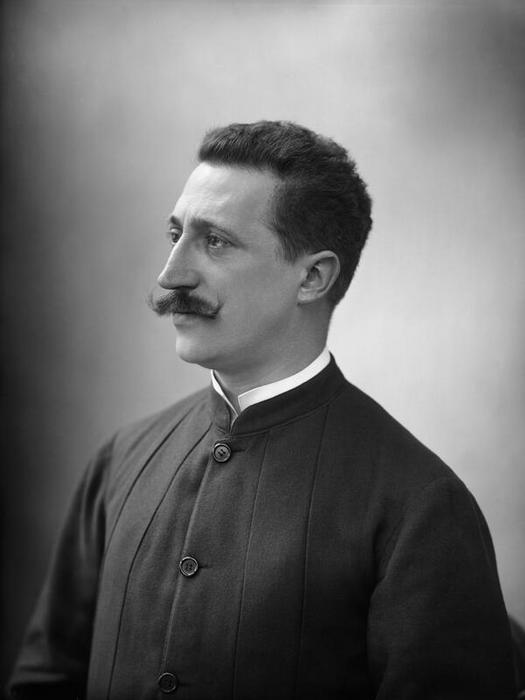
Photographie d'Edouard Detaille (1848-1912), à l'Elysée, par l'atelier de Nadar (1871-1939). Début du 20e siècle. Charenton-le-Pont, Médiathèque du Patrimoine et de la Photographie. © Ministère de la Culture - Médiathèque du patrimoine et de la photographie, Dist. GrandPalaisRmn / Atelier de Nadar.

En tout, six cents membres en font partie, en majorité des personnalités issu du monde militaire, tels que des généraux et des officiers. Aux amis de Meissonier et anciens membres du comité d’organisation des académiciens, s'ajoutent des « archéologues militaires ». Ces militaires sont souvent amateurs d’histoire et collectionneurs eux-mêmes, tel que général Vanson. Le projet de musée est alors marqué par un souci de classification et de collection où la gloire de la Nation et de l’Armée prend une place prépondérante. Les membres de la Société peuvent jouir d’une notoriété, en particulier ses directeurs, qui sont des peintres reconnus. Ernest Meissonier est un peintre militaire, spécialiste de l’histoire de l’uniforme alors au sommet de sa gloire au début des années 1890 tout comme son élève Edouard Detaille. Ces derniers, également collectionneurs privés, ont participé au succès de l’exposition rétrospective de 1889 en prêtant de nombreuses pièces de qualité. Edouard Detaille est d’ailleurs un peintre apprécié, plusieurs fois applaudi au Salon, et membre de l’Académie des beaux-arts lorsqu’il prend la tête de La Sabretache à la mort de Meissonier en 1891.
La société profite également de la réputation des collectionneurs et des historiens qui y sont membres. La plupart furent prêteurs à l'exposition rétrospective de 1889. L'historien d'art et collectionneur de souvenirs napoléoniens, Paul Marmottan, en fait partie. Sa collection est encore conservée au musée Marmottan- Monet, son ancien hôtel particulier. Des peintres et historiens militaires sont également membres, tels que Barrias, Vibert ou Loustaunau, élève de Gérôme. Aucune personnalité de la sphère muséale, notamment du ministère des Beaux-Arts, ne fait partie de La Sabretache. La seule exception est Germain Bapst, historien d'art, archéologue, et ancien membre de la commission de l’exposition militaire rétrospective de 1889. Il est largement ancré dans le monde des beaux-arts tout au long de sa carrière, comme le témoigne ses postes de membre du Conseil de la Manufacture nationale de Sèvres en 1885 ou d'administrateur du Musée des Arts décoratifs. Sa collection de souvenirs historiques français fut léguée en partie au musée du Louvre, au musée du Luxembourg et au musée des Arts décoratifs, de 1887 à 1921, année de son décès.

###### Les tentatives avortées: une naissance complexe

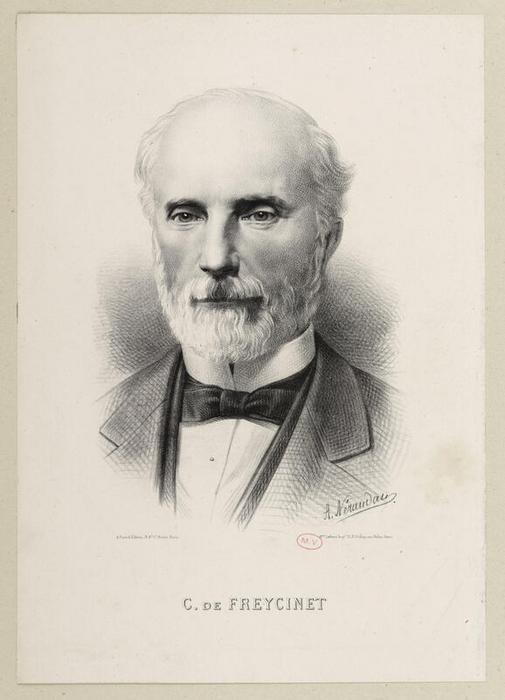
Portrait de Charles de Freycinet (1828-1923), homme d'Etat et ingénieur français, par Néraudau Alexandre (1820-vers 1880), vers 1860, lithographie, 38.6 cm x 27.5 cm, Versailles, châteaux de Versailles et de Trianon. © GrandPalaisRmn (Château de Versailles) / Franck Raux.

La Sabretache se développe de 1890 à 1896, une période de maturation qui lui permet d'affiner son projet scientifique tout en augmentant ses effectifs. En parallèle, le projet de musée historique tant souhaité par la Société met du temps à aboutir au niveau administratif. Ses ambitions sont notamment entravées par l'instabilité ministérielle des débuts de la Troisième République, mais également par diverses tensions touchant à l'idée même de création d'un nouveau musée. La présence au sein de l'Hôtel national des Invalides du musée d'Artillerie, une institution muséale française créée en 1797 afin de conserver une partie des arts militaires et des collections historiques, est à l'origine de la discorde. La venue d'un nouveau musée apparait très vite comme un signe non négligeable de concurrence, voire de danger et explique l'arrivée tardive d'un projet définitif. En six ans, la Société dépose trois propositions auprès du ministère de la Guerre , composées de différents projets muséographiques.
Dès 1890, un premier programme est présenté par Ernest Meissonier au ministre de la Guerre, Charles de Freycinet, qui l'accueille favorablement. Ce dernier avait d'ailleurs déjà travaillé à la réussite de l’exposition rétrospective de 1889. Néanmoins, les réponses apportées par l'homme politique sont mal reçues par les membres de La Sabretache qui perçoivent un désintérêt pour le projet qui semble devenir une simple annexe du musée d'Artillerie sans statut quelconque. La mort du directeur de La Sabretache, Meissonier, au début de l'année 1891, met un coup d’arrêt définitif à la procédure.

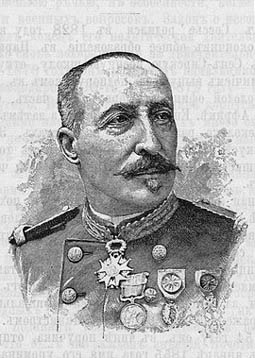
Portrait de Julien Loizillon par un anonyme, 1893. © « Razvedchik » - 4 février 1893 - n° 121 - pp. 97-98.

Une évolution majeure se produit en 1893, où un second programme est déposé par Edouard Detaille, nouveau directeur de La Sabretache, et le général Vanson. Cette même année, le général Loizillon arrive à la tête du ministère de la Guerre entrainant avec lui une multitude de réformes . C'est pendant cette période qu'est évoquée pour la première fois la création d'un grand musée de l'Armée qui comprendrait dans ses collections des objets liés à l'artillerie et à l'histoire militaire. Cette nouvelle perspective est encouragée par l'envie de créer une institution qui permettrait d'aller au delà des propositions offertes par le musée d'Artillerie où « ce qui touche à l'anecdotique et au pittoresque est absent ». En ce sens, le projet du nouveau ministre s'apparente plus à une extension de l'ancien musée d'Artillerie qui engendrerait la naissance d'un grand musée de l'Armée. C'est d'ailleurs à la même période qu'est concrétisée l'idée de faire de l'Hôtel des Invalides le lieu de résidence de cette future institution muséale parisienne.
Malgré cette progression, de nouveaux obstacles vont à nouveau freiner le projet. Des résistances vont d'abord être soulevées par le comité technique d'artillerie, et seront accompagnées d'un débat quant au choix du futur directeur du musée, fonction qui dépendra dès lors du ministre de la Guerre et non plus dudit comité ; des éléments qui impliqueraient en réalité une perte d'influence pour le musée d'Artillerie. Ces contestations vont mener à l'abandon du projet, une fin encouragée par l'arrêt du ministère Charles Dupuy le 3 décembre 1893 qui conduit à la démission du général Loizillon et à l'arrivée du général Billot. La chute de ce ministère va provoquer un temps de latence au cours duquel le projet de création d'un musée indépendant et moins conflictuel va progressivement s'imposer. Ces changements vont conduire à l'élaboration d'une dernière proposition qui est acceptée par le nouveau ministre de la Guerre permettant ainsi la création du musée historique de l'Armée le 31 octobre 1896.

#### Le projet final
Au milieu des années 1890 la société de la Sabretache connaît une série de changements : le général Loizillon, qui avait proposé la fusion du musée de l’Artillerie et du musée historique de l’Armée, est remplacé par le général Mecier, une nouvelle étape qui marque la fin d’un projet houleux caractérisé par ses nombreux débats. De nouveaux membres rejoignent l’organisation comme le Grand Chancelier de la Légion d’Honneur et le chef d’état-major de l’armée, des personnalités dont la haute position hiérarchique est accueillie favorablement par les partisans de la construction d’un tel musée qui voient en ce changement l’arrivée d’hommes guidés par un attachement naturel « aux meilleures traditions militaires ». Dès 1896, le projet d’un musée historique de l’Armée retrouve une position centrale dans les discussions. Le général Vanson, pour éviter de nouvelles polémiques, propose le rattachement « du musée historique autonome à la section historique de l’état-major de l’armée ». Parallèlement, des interrogations sur l’emplacement à donner à ce nouveau musée voient le jour ; la galerie orientale de la cour d’Honneur des Invalides commence dès lors à être envisagée par les membres de la Société. Dès juin 1896, les discussions s’élargissent et touchent des thématiques fondamentales pour l’établissement d’un tel établissement : composition humaine du musée – constituée d’un personnel exclusivement militaire – ou question des moyens financiers – pour lesquels le général Vanson entend faire appel à la participation du public– sont ainsi longuement débattues. C’est surtout au cours de ce même été 1896 que le statut du futur musée est décidé : un établissement militaire rattaché à l’état-major de l’armée.

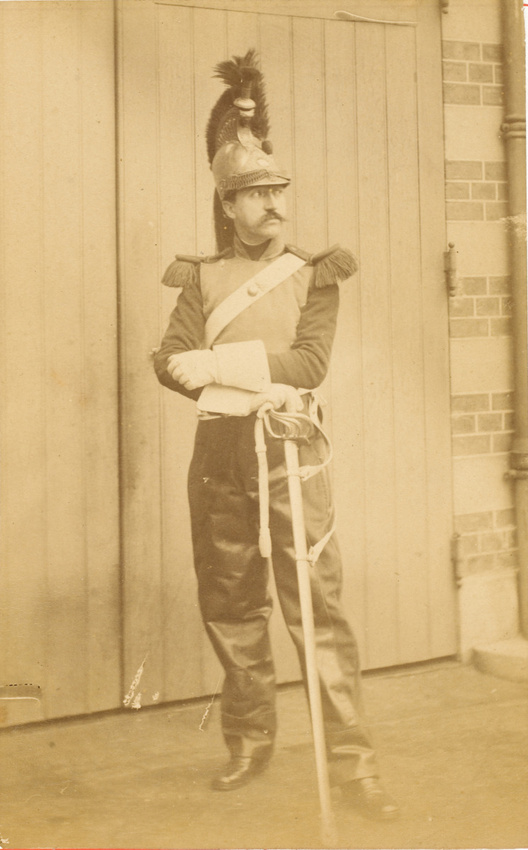
Le peintre Edouard Detaille en costume militaire

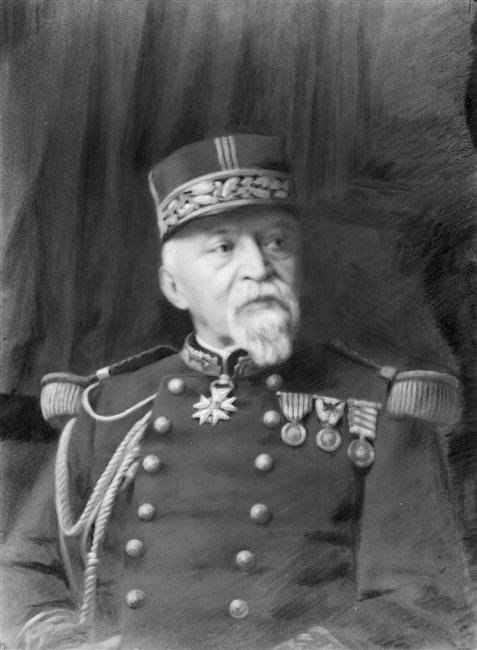
Portrait dessiné du général et premier directeur du musée historique de l'Armée, Joseph Emile Vanson

Le 26 août 1896, le général Vanson et le peintre Edouard Detaille sont désignés par le chef d’état-major et le ministre de la Guerre pour diriger la toute nouvelle « commission d’organisation chargée d’étudier les bases du musée historique de l’armée ». Les missions de ce groupuscule tournent autour de questions fondamentales à l’évolution et la survie du musée historique de l’Armée. C’est lors de ces réunions que sont notamment débattues les questions financières, sujet houleux de qui dépend le sort du futur musée. Il est par exemple décidé d’allouer un budget de 50 000 francs à échelonner sur trois années pour les frais de premières installations, il est aussi question de l'ajout de l’évaluation des coûts de fonctionnement alors estimés à 16 800 francs par an. Surtout, est relevée la place prépondérante accordée aux dons et legs volontaires alors présentés comme un signe de patriotisme dans un pays où le fait militaire connait un regain d’intérêt. À la suite de ces premières réflexions, apparait un questionnement sur l’occupation des salles : dès septembre 1896 la commission d’organisation choisit d’affecter au futur musée « les deux grands réfectoires du rez-de-chaussée dans l’aile droite, dite orientale, du bâtiment central des salles des premiers et deuxième étage ainsi que les corridors attenants ». Le 22 septembre 1896, l’avant-projet est envoyé au cabinet du ministre ainsi qu’à l’état-major, et le 31 octobre est promulgué le décret présidentiel qui permet la création du musée historique de l’Armée ainsi que la désignation du ministre de la Guerre comme tuteur de ce nouveau musée militaire. La nomination du premier directeur de l'institution est plus tardive puisque ce n'est que le 16 décembre que le général Vanson est nommé de manière officielle, un choix qui semble rassurer le général Bernadac, directeur du musée d'Artillerie qui voit en cette décision l'arrivée d'une personnalité aux « bonnes intentions » et à l'action pondérée.
La création du musée historique de l'Armée par le décret du 31 octobre 1896 entraîne de lourdes modifications pour l'Hôtel des Invalides qui accueillait le musée d'Artillerie. La nouvelle institution entend se faire une place et se construire une bonne réputation auprès des visiteurs, membres du corps armée et du gouvernement français. En cette fin d'année 1896 tout reste encore à faire : attribution des salles, restaurations des espaces, mise en place d'une muséographie et constitution des collections, des principes inhérents à la bonne constitution d'une entreprise qui va se révéler complexe et qui s'étendra au-delà de l'inauguration des lieux le 12 juillet 1897.

## L'enrichissement des collections

### Les collections sous le général Vanson

#### Les sources d'enrichissement
L'apport financier de l'État étant moindre, et, en grande partie employé à d'autres sujets que l'enrichissement des collections, les dons sont la source première de nouvelles entrées au musée.

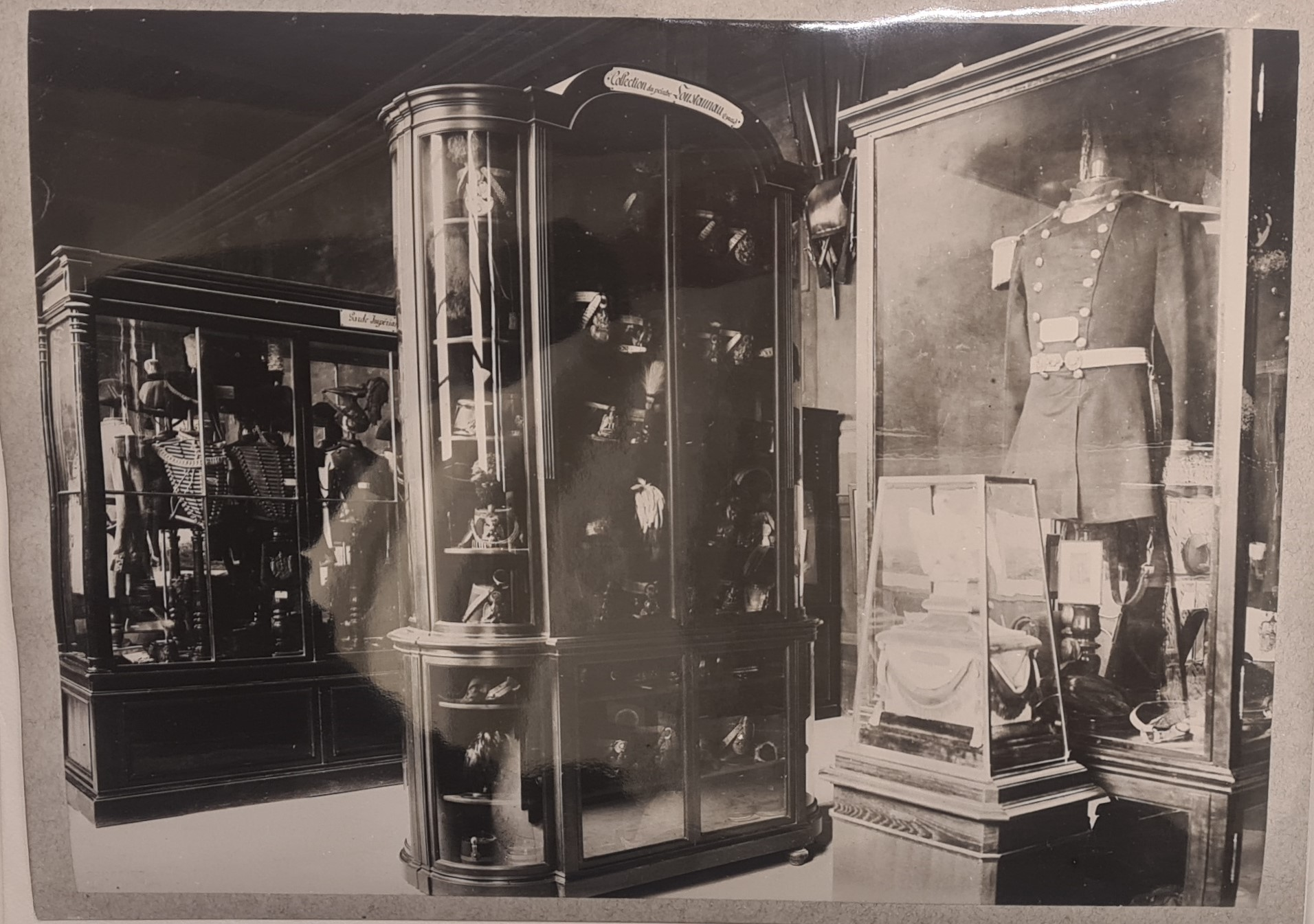
Photographie d'une salle du musée historique de l'Armée, dont la collection Loustaunau. Anonyme, 1896-1905.

Les premières pièces à rejoindre le musée sont les objets rassemblés par La Sabretache et, notamment, ceux hérités du legs Meissonier. La Sabretache entend jouer un rôle dans l'enrichissement des collections du musée et ce grâce à ses sociétaires qu'elle incite aux dons. Ainsi, lorsque le musée voit le jour, les seuls objets qui constituent sa collection sont issus du legs Meissonier. Si ce legs porte le nom Meissonier, il ne regroupe pas pour autant les seuls objets d'Ernest Meissonier. Le legs est en fait mélangé dans les archives à un don d'Édouard Detaille et à un autre de Charles Meissonier, ce qui complique l'identification des objets transmis par les uns et les autres. Toutefois, «une trompette de cavalerie, un dolman de chasseur à cheval, et quatre harnachements, du 1er régiment de cuirassier, de hussard, du 23e régiment de dragons, et du régiment de chasseur à cheval de la Garde sont ainsi identifiés comme appartenant à Meissonier». Ce sont là les seuls objets attribuables de façon certaine à Ernest Meissonier. D'autres legs ont été marquant pour le musée tels que le legs Loustaunau ou le legs Vanson. Toutefois, les legs ne sont pas les seules sources d'enrichissement des collections pour le musée. Ainsi, il ne faut pas oublier la souscription de 1896, les dons des familles militaires ou encore ceux des collectionneurs, qui sont autant de moyens de faire grandir les collections naissantes. À titre d'exemple, la comtesse de la Motte-Rouge, en tant que femme de militaire, offrit un boulet que le général Vanson pensait être celui qui avait tué Turenne tandis que, Étienne Charavay céda sa collection d'autographes. Les dons jouent donc une importance considérable dans l'enrichissement des collections du musée. Les objets issus de ces dons vont tendre à assurer une place importante aux périodes du Second Empire et de la Troisième République au sein de l'institution. L'État eut également sa part à jouer en cédant de nombreux objets et espaces. En ce sens, le 5 décembre 1896, la Salle du Conseil et la bibliothèque des Invalides sont cédés par le ministère de la Guerre, et le 13 mai 1897, une partie des aquarelles du Dépôt de la Guerre est attribuée au musée. Ministères des Beaux-Arts, de l'Instruction publique, de la Marine, et des Affaires Étrangères complètent également les fonds du musée historique de l'armée. Ainsi, le ministère des Beaux-Arts dépose les «objets du Louvre relatifs à Napoléon Ier», tandis que les magasins de l'Armée fournissent des exemplaires d'uniformes au fur-et-à-mesure de leur réformation. Les dons des particuliers et les cessions d'État sont les deux moteurs de constitution des collections du musée historique de l'armée dans un premier temps. Toutefois, il ne faut pas non plus omettre l'importance du rôle financier joué par quelques acteurs tels que La Sabretache ou la princesse Mathilde. Grâce à l'apport financier de cette dernière, le musée achète, entre autres, un sabre d'officier syrien.

### Critères de sélection
L'ensemble constitué étant le résultat du bon vouloir des donateurs, la collection qui en résulte est donc plus ou moins hétérogène et fruit du hasard. Ainsi, il n'y avait pas de politique d'acquisition rigoureuse au musée historique de l'armée même si une volonté de mettre en avant les hauts faits de l'armée française et ses illustres figures existait. Cela n'empêche, toutefois, pas le musée d'esquisser des lignes directrices quant aux objectifs des collections.

#### Authenticité
Ainsi, lorsque le comte Gabriel Diesbach veut faire don de copies d'uniformes des Cent-suisses, il voit sa proposition être refusée par le général Vanson au motif que le musée recherche avant tout des objets authentiques et originaux. Les artisans à la réalisation du musée tels qu'Édouard Detaille ou le général Vanson pensent, en effet, que l'authenticité est un critère important quant au choix des objets présents dans les collections.

#### Les reliques militaires
«Le musée a pour objectif de conserver reliques et souvenirs militaires du passé, mais aussi du présent, afin de sensibiliser l'opinion publique aux hauts faits de l'armée françaises».
La première salle ouverte ouverte le 12 juillet 1897, est déjà constituée de «reliques des anciennes gloires militaires" et d'évocations des personnages glorieux. Napoléon Ier et les figures militaires du Premier Empire sont illustrés dans le réfectoire Turenne par l'intermédiaire de leurs effets personnels tels que le matériel militaire ou l'uniforme. Les maréchaux du Second Empire tels que Patrice de Mac Mahon sont également mis en valeur. Dans le réfectoire Bugeaud c'est la période contemporaine qui est davantage évoquée à travers la même méthode d'emploi de reliques, mais également à travers les trophées pris à l'ennemi. L'objectif est toujours le même : 
«lorsque les objets offerts par les familles sont accompagnés [...] du portrait du militaire auxquels ils ont appartenu, la pensée est complètement réalisée».

#### Le discours colonial
Lorsque le musée ouvre, la défaite de la France dans la guerre franco-allemande de 1870 est encore dans les mémoires. Insister sur la colonisation apparaît alors comme un moyen de valoriser de nouveaux exploits. De plus, un intérêt notoire du public pour l'exotisme suscité par ces ailleurs encourage le musée à présenter des objets originaires de ces lieux. Deux zones géographiques vont particulièrement être représentées dans le discours du musée : l'Extrême-Orient et l'Afrique. L'évocation de Madagascar se fait ainsi par les uniformes, les trophées et les photos cédés par le ministère des Colonies et le ministère de la Marine. Vietnam, Laos, Cambodge, Algérie, Guinée ou Mali sont ainsi présentés dans les salles du musée.

### L'après Vanson
L'année 1900 est celle de la mort du général Vanson, événement qui engage un tournant dans l'enrichissement des collections du musée.

#### Changement d'organisation

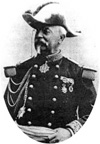
Photographie du général de la Noë, Anonyme, 1836-1902, inconnu.

Lorsque le général Vanson meurt, le fonctionnement du musée s'en trouve modifié. Gaston Ovide de la Noë est nommé à la tête des collections et le comité de perfectionnement est renouvelé. C'est l'occasion pour Germain Bapst de participer de manière plus active à la vie de la structure, notamment, grâce à sa bonne insertion dans le milieu artistique qui lui permet de maintenir de précieux liens entre le musée et les particuliers. L'organisation de l'institution se veut moins verticale et laisse davantage de place aux collectionneurs et aux amateurs dans les prises de décision. La mort du général entraine le legs de sa collection d'oeuvres sur papier en 1901.

#### Les apports de l'exposition universelle de 1900
L'exposition universelle de 1900 est l'occasion de nouvelles entrées dans les collections. Ainsi, mannequins, matériel muséographique et pièces d'artillerie trouvent une place au sein du musée historique de l'armée. C'est à cette occasion que le tableau représentant le mamelouk Roustam d'Antoine-Jean Gros rejoint les collections grâce à un don d'Albert Beaufeau. En plus de l'exposition universelle, les cessions des ministères, les financements des particuliers ainsi que le soutien de La Sabretache perdurent. Ainsi, les entrées dans les collections ne s'estompent pas avec le départ du général Vanson.
Ces arrivées sont pour le musée, l'occasion de réorienter le discours de l'institution vers davantage de rigueur scientifique. La collection s'agrandissant, il est nécessaire de revoir l'ancienne présentation imaginée par le général Vanson.
Le décès du général de La Noë en 1902 laisse davantage de place encore au comité de perfectionnement dans la prise de décisions du musée.

#### Germain Bapst
Joailler de formation, Germain Bapst est considéré au tournant du siècle comme l’un des grands spécialistes de l’histoire militaire. Également archéologue et historien d’art, il contribue grandement à l’évolution de la discipline. Il partage avec ses compères du musée historique de l’armée une vision nationaliste et considère le travail de terrain comme un aspect essentiel de la recherche et de la construction historique.
« Nous prendrons en travers l’histoire de notre pays comme les historiens l’ont prise de face. Tandis qu’ils pénétraient tout droit dans l’histoire du passé, nous ferons à chaque instant, à côté d’eux, de petites constatations des faits et des habitudes qui viendront jeter un jour d’un autre genre sur les grandes choses du passé. »
Il avait déjà participé en 1880 à la création du musée rétrospectif du Métal, et si ses intérêts et sujets de recherche restent nombreux c’est plus spécifiquement vers l’histoire militaire de la Révolution et de l'Empire que s’orientent ses recherches à partir des années 1890. Il publie notamment les six volumes des souvenirs du maréchal Canrobert, décédé en 1895, entre 1898 et 1913. Proche des milieux artistiques, sur lesquels il a pu écrire par le passé, il est convaincu de la nécessité de mêler le travail des peintres à la construction du récit historique de l’armée française.  Il contribue largement à la promotion des artistes contemporains, notamment Edouard Detaille et Alphonse Deneuville. À cela s’ajoute un goût affirmé pour le théâtre qui explique en partie le développement de présentations par diorama au musée historique de l’armée à partir de 1900. Jusqu’à la fusion avec le Musée d'Artillerie, il sert de lien entre les grandes familles de militaire, notamment avec les héritiers de Canrobert (avec qui il négocie la cession de certains fragments de drapeaux en lien avec les obsèques du maréchal Sébastiani en 1851). Le sujet des drapeaux, l’identification de leurs propriétaires et leur acquisition par le musée sont la contribution la plus importante de Germain Bapst au musée, qui obtient l’acquisition d’un grand nombre d’entre eux, jusqu’à voir le réfectoire Turenne devenir la salle des drapeaux.

## La muséographie du musée historique de l'Armée

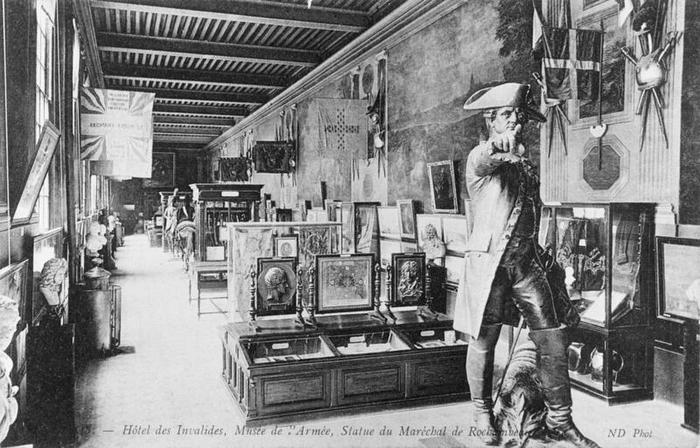
Carte postale photographique d'une des salles du musée historique de l'Armée vers 1900. Paris, musée de l'Armée.

Le musée historique de l’Armée répond, du fait de son statut muséal et de ses collections, à la tendance française des musées d’histoire du milieu du XIXème siècle. Cette tendance du musée d’histoire, apparue le 10 juin 1837 lors de l’inauguration du Château de Versailles, s’applique au musée historique de l’Armée qui « s’inscrit dans une ambition consensuelle d’écriture de l’histoire ». Par cette focale historique, le musée Historique de l’Armée travaille à l’établissement d’un passé national, d’une dimension mémorielle. Pour que ces éléments concrets puissent avoir du sens auprès du public, l’outil muséographique se révèle essentiel.

### Une installation hâtive, un projet en parallèle du musée de l'Artillerie
L’Hôtel national des Invalides, dans sa conception première, ne prévoit aucun espace pour l’installation d’un ou de plusieurs musées. Lorsque le musée historique de l’Armée est inauguré, le 12 juillet 1897, un seul des anciens réfectoire de l’hôtel, le réfectoire Turenne, est aménagé pour servir de salle d’exposition. Cela est organisé dans une certaine hâte par le général Joseph Émile Vanson, le premier directeur du musée, par crainte que le ministre de la Guerre ne revienne sur la création de ce musée. Puisque cela a été le cas pour le musée de l’Artillerie, l’installation d’un nouveau musée au cœur de l’Hôtel national des Invalides demande des aménagements importants, tant en termes d’espace (pour accueillir les collections), de chauffage (pour conserver les objets) et de lumière (pour permettre leur visibilité au public).

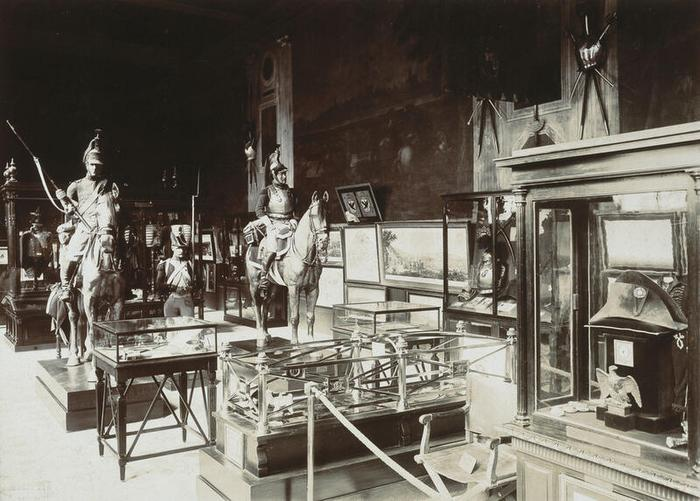
Photographie de la salle Turenne du musée historique de l'Armée en 1900. Bourdier, A. Paris, musée de l'Armée.

### Un musée historique pour un lieu historique: quelle composition?
Les réfectoires du rez-de-chaussée proposent un parcours sur la thématique des héros de l’armée française. Cette conception passe, en partie, par la présentation de certaines personnalités illustres au travers d’objets tels que des portraits, des reliques militaires, ainsi que des armures et des uniformes qui ont pu leur appartenir. Le réfectoire Turenne propose au public divers souvenirs liés à la période de l’Ancien Régime, de la Révolution et de l’Empire, tel que le boulet de canon qui aurait tué le maréchal Turenne au XVIIème siècle. Le général Vanson décrit lui-même cette mise en perspective des collections : « Lorsque les objets offerts aux familles sont accompagnés [...] du portrait du militaire auxquels ils ont appartenu, la pensée est complètement réalisée. ».
Le projet du musée historique de l’Armée ne consiste pas seulement en la réutilisation des anciens espaces de l’Hôtel national des Invalides, mais participe également à leur mise en valeur. En 1898, le réfectoire Bugeaud, situé plus au nord, est ouvert au public, après que ses peintures murales ont été restaurées. Ce réfectoire, qui servait jadis aux repas des militaires invalides, ne présente plus de tables et de chaises mais des accrochages de peintures, de statues ainsi que des vitrines d’objets pour représenter des épisodes marquants de l’histoire militaire française, ici thématisée autour de la période de la Restauration et de celle du Second Empire, par la présentation de figures importantes qui en rythment le cours. Également en 1898, les salles des étages supérieures, essentiellement des chambres, sont aménagées par l’abattement de cloisons, pour que le musée ne se limite pas au bâtiment original, mais qu’il puisse proposer un parcours muséographique correct. Avec ces salles, la salle du conseil et la bibliothèque sont ouvertes au public.
Si un effort de périodisation des objets est réalisé par salle, les accrochages proposés restent lourds et l’ensemble demeure hétéroclite, ce qui n’est pas perçu de façon négative à l’époque. Après tout, le musée historique de l’Armée est « réalisé par des collectionneurs » et constitue aussi « une collection documentaire pour leur travail ».  
D’autres évènements contribuent à modifier et enrichir le fonds et les murs du musée historique de l’Armée, tels que l’exposition universelle de 1900 : à l’issue de celle-ci, de nombreuses pièces d’uniformes entrent au musée, notamment par l'intermédiaire de certains membres de la société de La Sabretache et sont « à l’origine de la création dans le réfectoire Vauban d’une présentation de mannequins équestres, toujours conservée aujourd’hui. ».

## Objets phares
Les collections du musée historique de l'Armée se distinguaient par leur richesse et leur diversité. De nombreuses pièces issues de ces collections font aujourd'hui partie des objets emblématiques du musée de l'Armée aux Invalides. Les objets ayant un numéro d’inventaire compris entre 1 et 6303 appartiennent à l’origine, au musée historique de l’Armée.

### Paillot de Montabert,Le mamelouk Raza Roustam (1780-1845)

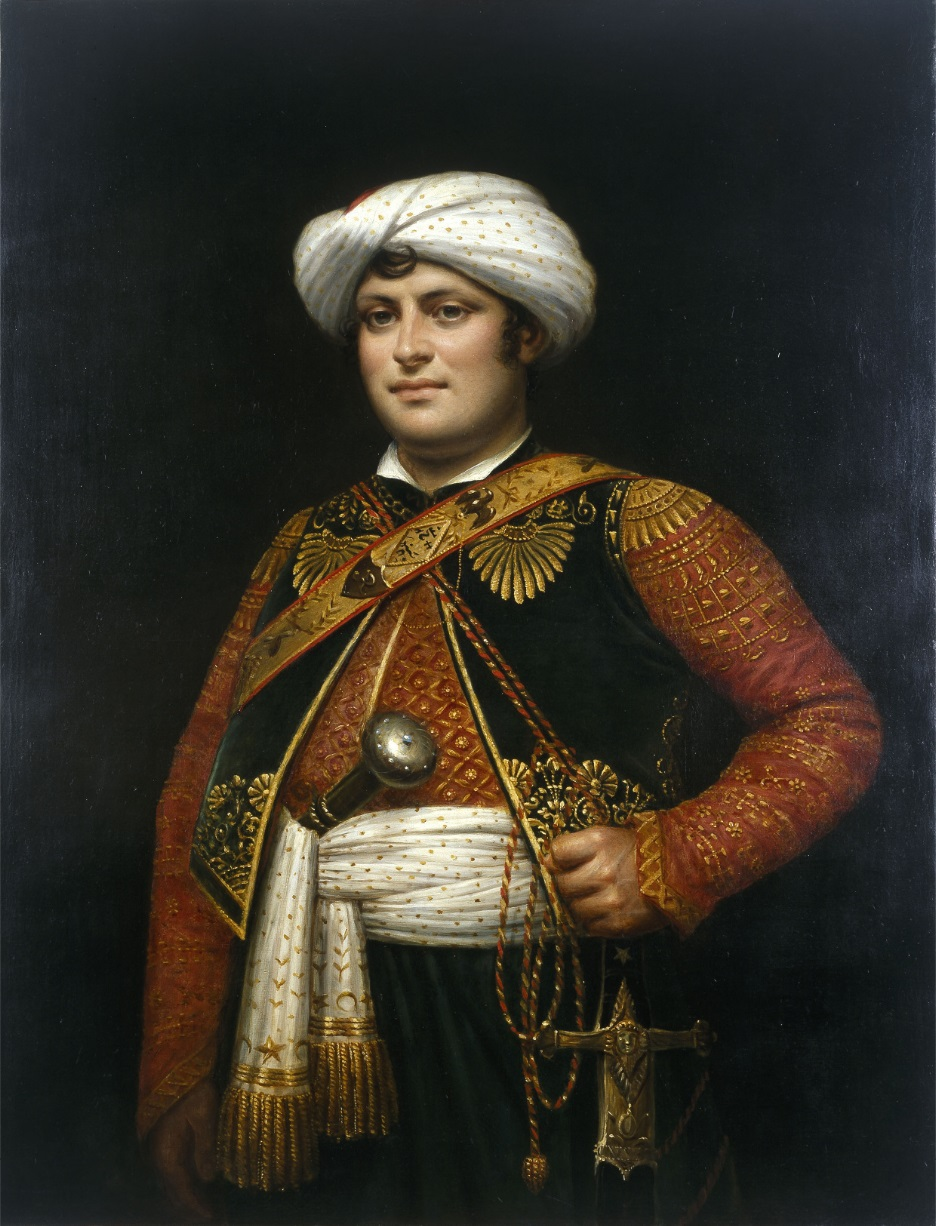
Paillot de Montabert, Le mamelouk Raza Roustam (1780-1845), 1806

Réalisée en 1806, cette œuvre met en lumière Roustam Raza, mamelouk de la Garde impériale et garde du corps de Napoléon Ier, dans un costume somptueux mêlant symboles impériaux et orientaux. Commandée à l’occasion de son mariage, elle reflète l’importance des personnages secondaires dans l’entourage de Napoléon et l’imaginaire exotique associé à la figure des mamelouks. Rare portrait où Roustam est représenté seul, sans la présence de l’Empereur, le tableau témoigne de son rôle unique au sein de la cour impériale, à la croisée de la fidélité personnelle et de l’apparat.
Les détails minutieux, tels que les broderies aux motifs islamiques et le monogramme de Roustam, soulignent l’attention portée à sa double identité de serviteur impérial et d’homme d’origine orientale. Donnée au musée en 1901, cette œuvre emblématique enrichit les collections en offrant une perspective sur l’histoire impériale vue à travers les figures secondaires, tout en illustrant la manière dont l’époque napoléonienne mêlait héroïsme, exotisme et mise en scène du pouvoir.

### Cuirasse du carabinier Fauveau (vers 1815)
Cette cuirasse, percée par un boulet de canon lors de la bataille de Waterloo, est un témoignage poignant des dangers auxquels étaient exposés les cavaliers de la cavalerie lourde napoléonienne. Elle appartenait à François Antoine Fauveau, un carabinier du 2ᵉ régiment de carabiniers, qui trouva la mort lors d’une charge sous les ordres du général Kellermann.
Le plastron et la dossière, fabriqués en acier et recouverts d'une feuille de laiton, portent les traces d’un impact de canon et de plusieurs projectiles d’armes à feu, illustrant à la fois la protection relative offerte par cet équipement et la violence des combats. Le molleton intérieur de la cuirasse, utilisé pour ranger les papiers du soldat, a permis d’identifier Fauveau après sa mort.
Cette pièce emblématique met en lumière le rôle stratégique et symbolique de la cavalerie lourde durant les guerres napoléoniennes, notamment à Waterloo, où les charges désespérées des carabiniers et des cuirassiers marquèrent les derniers instants de la bataille. Elle témoigne également du déclin progressif de la cavalerie de choc, face à l’amélioration de la puissance de feu de l’infanterie et de l’artillerie. Donnée au musée, elle est aujourd'hui un symbole de la bravoure et des sacrifices des cavaliers de l'Empire.

### Collections – photos et estampes – du général Émile-Joseph Vanson (1825-1900)

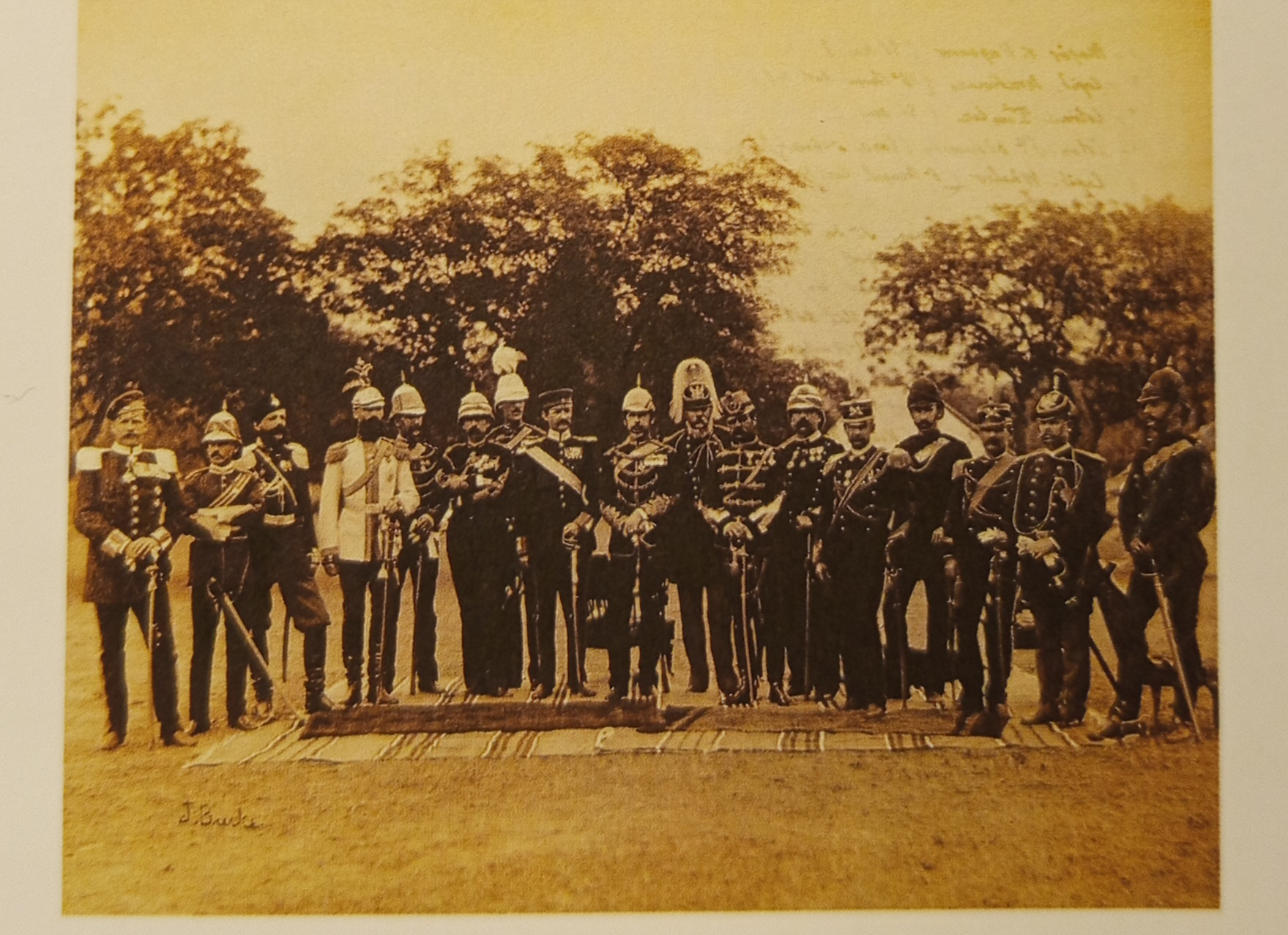
Photographie de l'état-major international de la force d'occupation de Crète par un anonyme vers 1880-85. Paris, musée de l'Armée (2021.0.501). Legs du général Joseph Emile Vanson au musée historique de l'Armée en 1901. Photographie tiré du catalogue d'exposition "Toute une histoire ! Les collections du musée de l'Armée" © Delerue Mathys.

La collection d’œuvres sur papier du général Vanson est de première importance, notamment par sa taille et sa valeur historique, pour les collections actuelles du musée de l’Armée. Elle constitue la base des collections d'arts graphiques de ce dernier. Cette collection d'environ vingt-cinq mille dessins, estampes et photographies, constituée tout au long de la vie du général Vanson, est entrée au musée historique de l’Armée par voie de legs en 1901. Elle se compose notamment d’estampes d’uniformes des armées d’Ancien Régime, dont le général Vanson était un grand amateur:
«Mon goût constant pour le dessin a été une des raisons qui m'ont déterminé à me faire militaire»
Il s'agit du fonds le plus important de sa collection, qui comprend également des estampes relatives aux conflits sous l'Ancien Régime ainsi qu'un imposant corpus sur le Premier Empire. Sa collection ne se limite pas aux armées de l'Ancien Régime, mais explore les événements dont il est le contemporain. Elle comporte de nombreuses photographies de la seconde moitié du XIXe siècle, notamment des vues de camps militaires, prises par de grands noms tels que Roger Fenton, James Robertson ou Gustave Le Gray. Sa carrière dans l'état-major, et son poste de directeur du 2e bureau de l'état-major du Ministre (Armées Etrangères) entre 1874 et 1880, lui permit de s'intéresser aux armées étrangères en profitant de ses différentes affectations. Les différentes campagnes militaires auxquelles il a participé plus tôt dans sa carrière, telles que les campagnes de Crimée, d'Italie ou du Mexique, ont également éveillé son intérêt pour les armées étrangères.
Aujourd'hui, la collection du général Vanson sert à la fois de référence pour l'étude des uniformes militaires d’Ancien Régime, tout comme de témoignage photographique des conflits et des armées étrangères de la fin du XIXe siècle.

### Quelques exemples d'oeuvres issues des collections du musée historique de l'Armée

Galerie
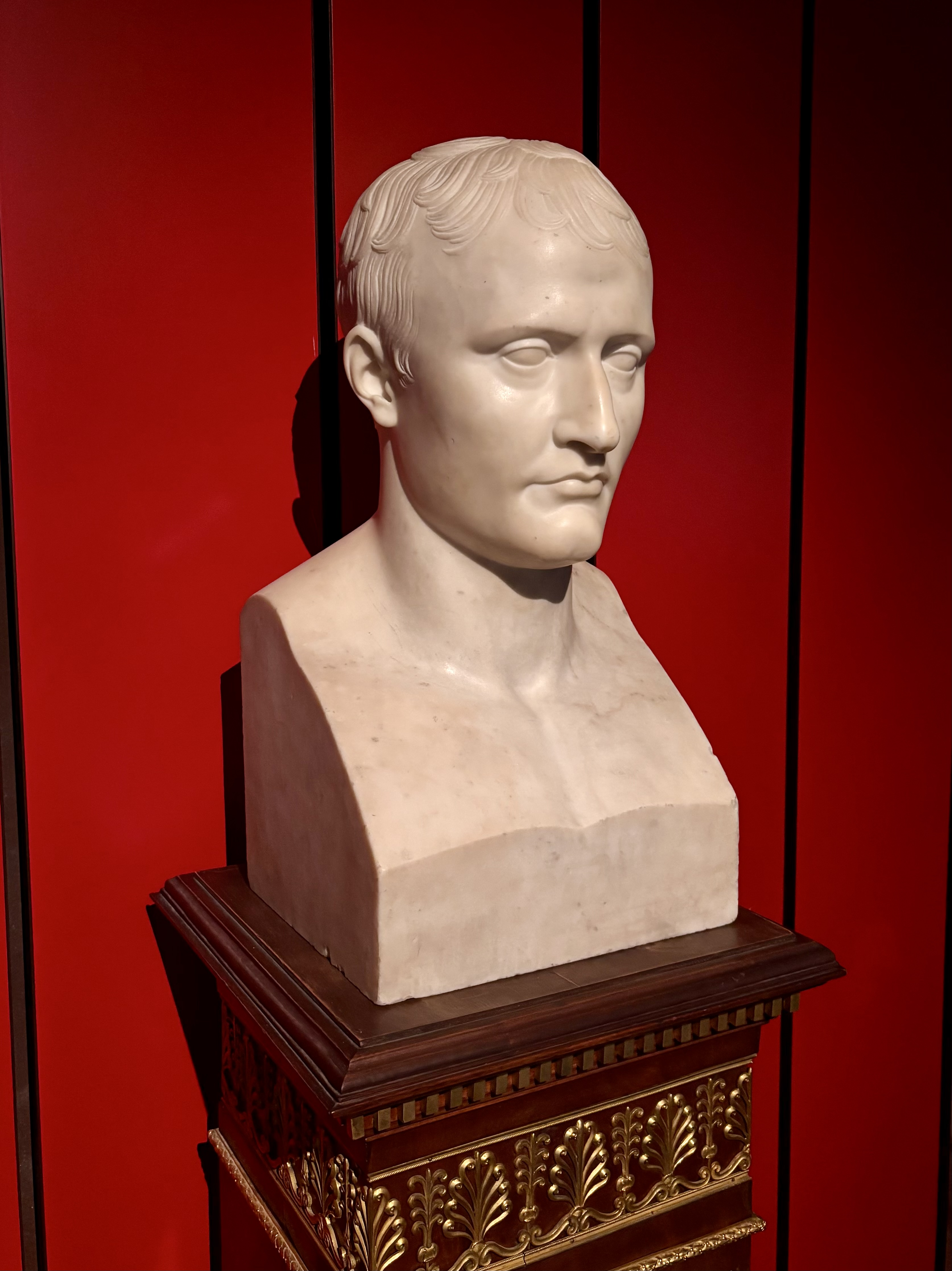
Buste de Napoléon Bonaparte, d'après Antoine-Denis Chaudet, 1803-1805, Musée de l'Armée.
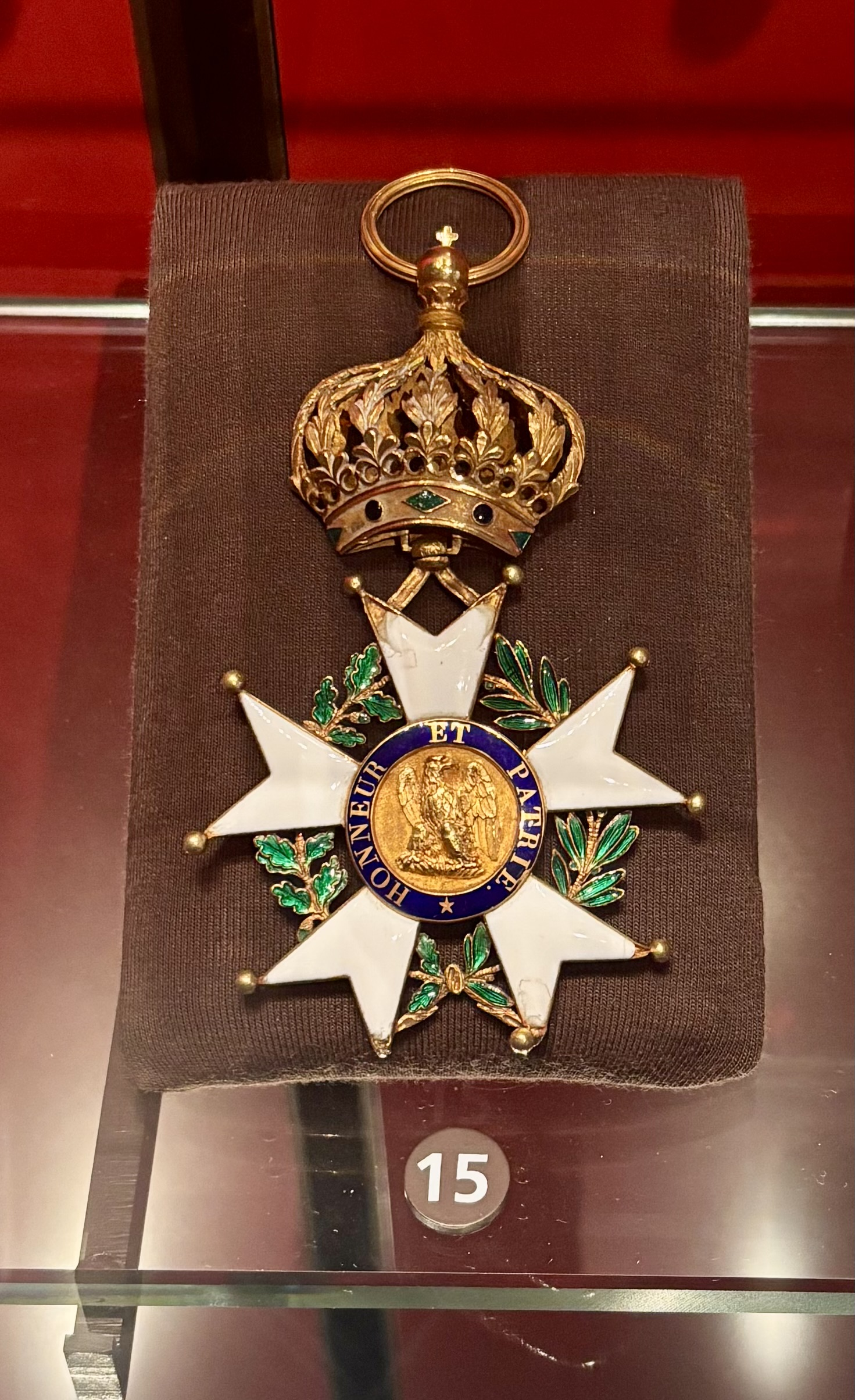
Etoile de grand aigle de la Légion d'honneur du maréchal Bessières (1768-1813), 4e type, Musée de l'Armée.
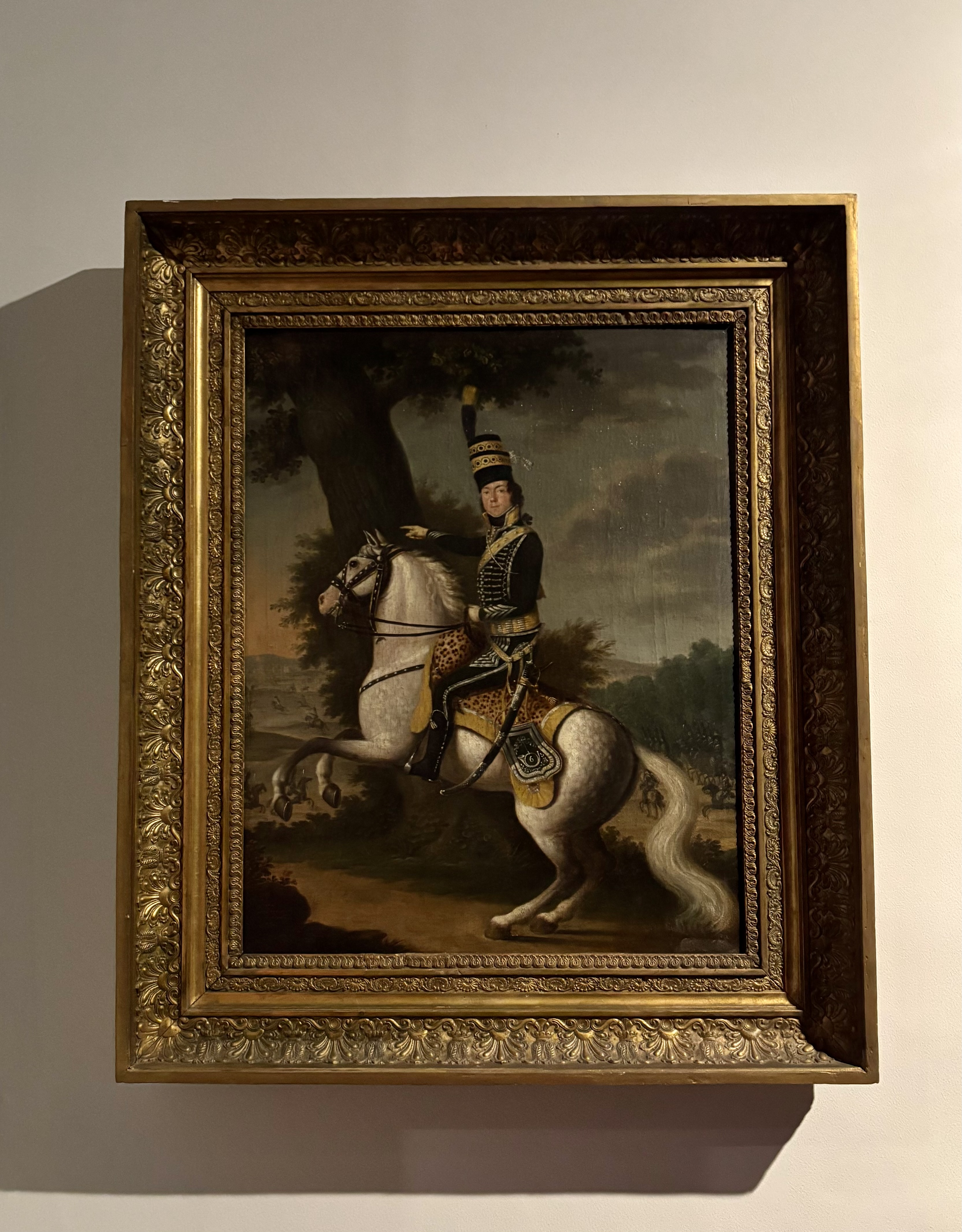
Chef de brigade du 6e régiment de chasseurs, Johann Friedrich Dryander, 1795, Musée de l'Armée.
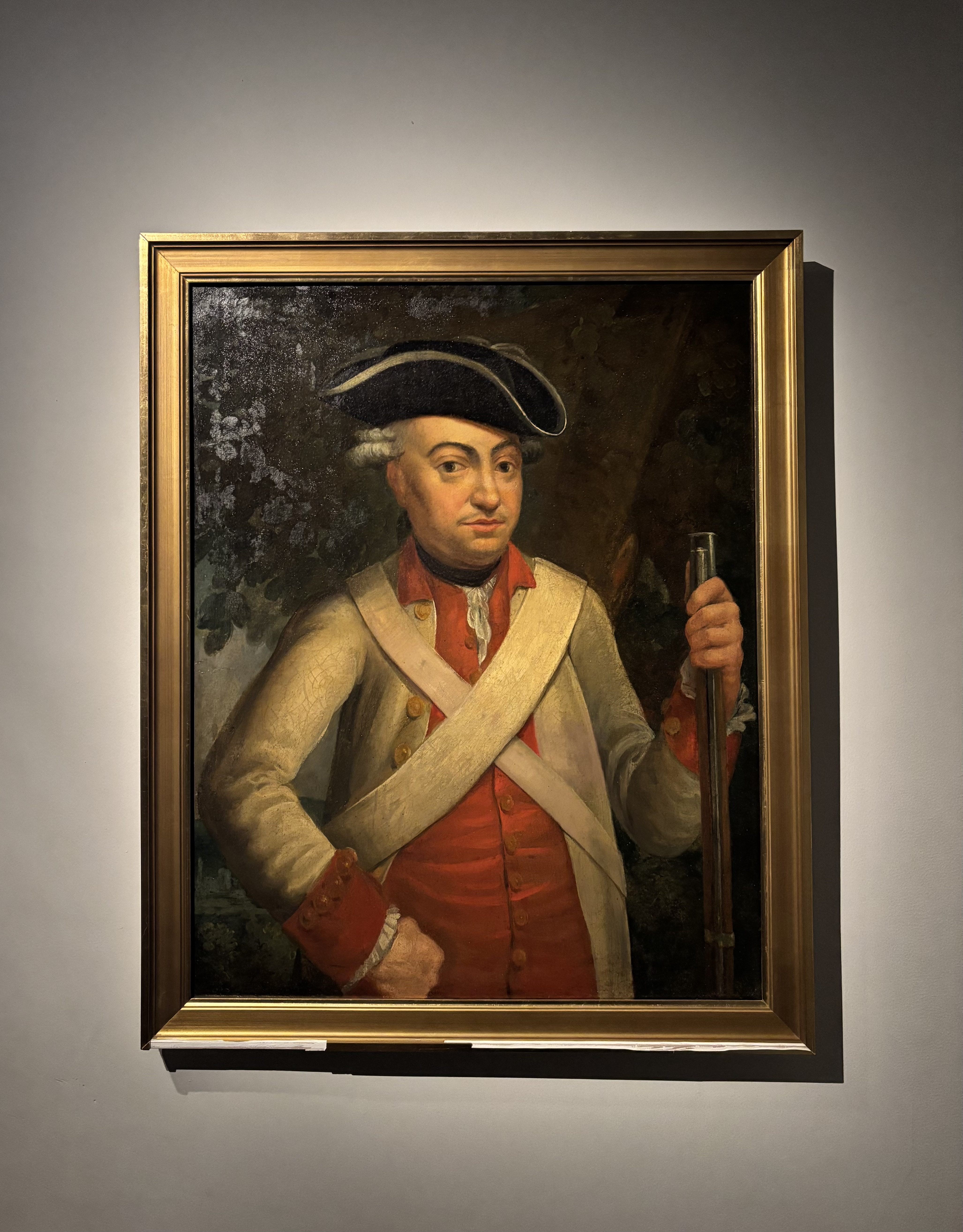
Soldat du régiment d'infanterie de Brissac, Anonyme, vers 1750, Musée de l'Armée.
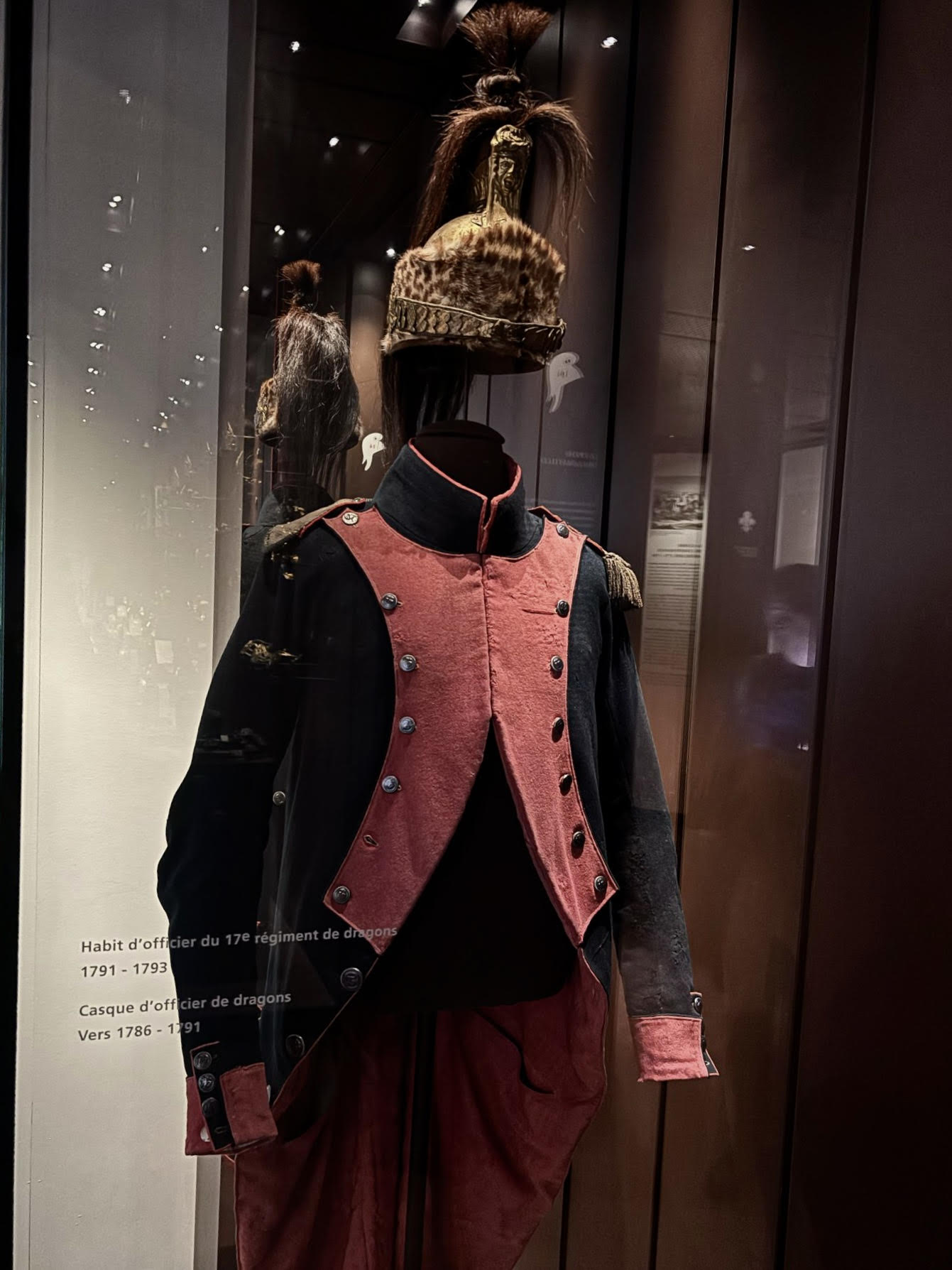
Habit d'officier du 17e régiment de dragons, Anonyme, 1791-1793, Musée de l'Armée.
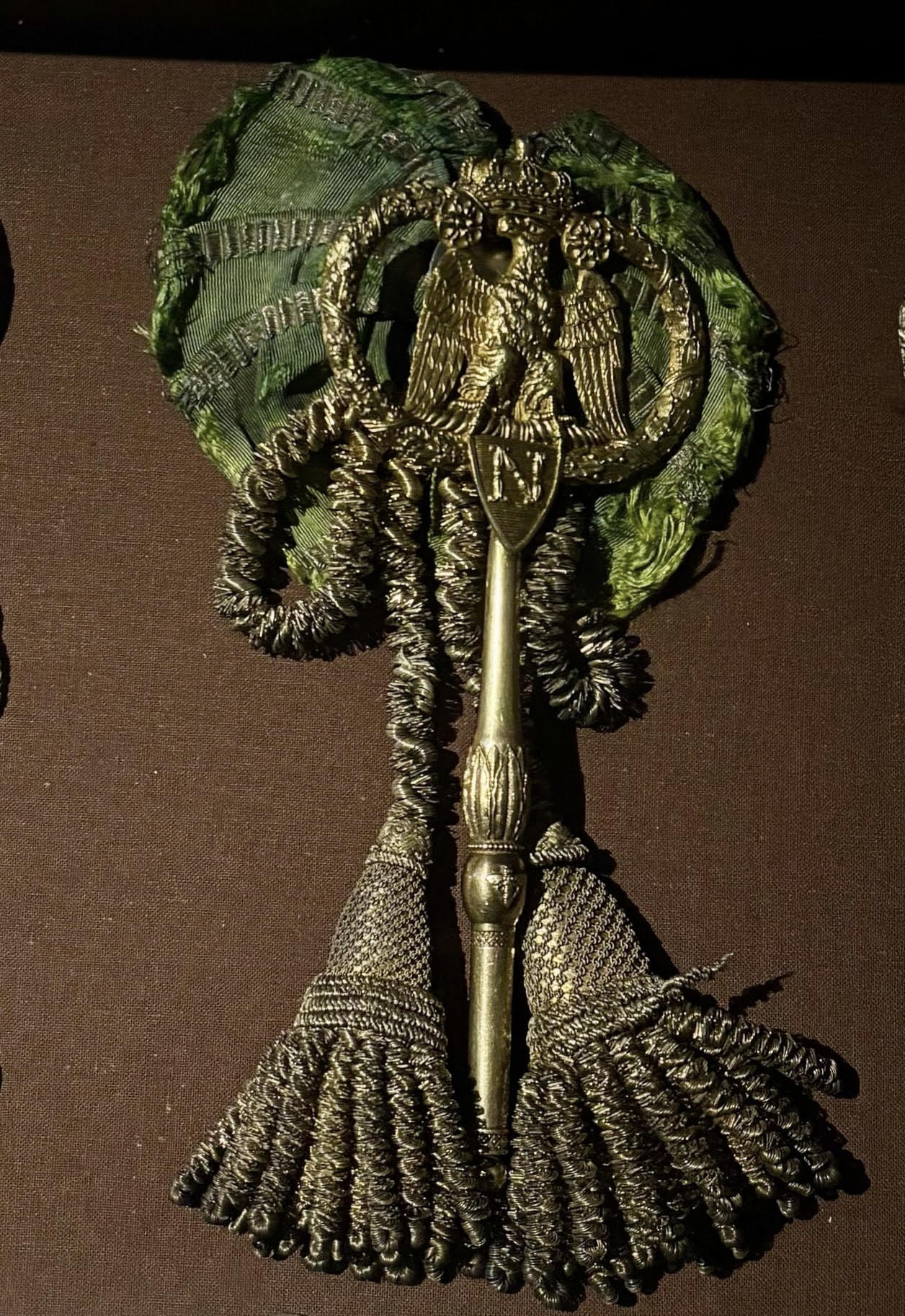
Clef de chambellan de la Maison de l'Impératrice Marie-Louise, Anonyme, 1810-1814, Musée de l'Armée.
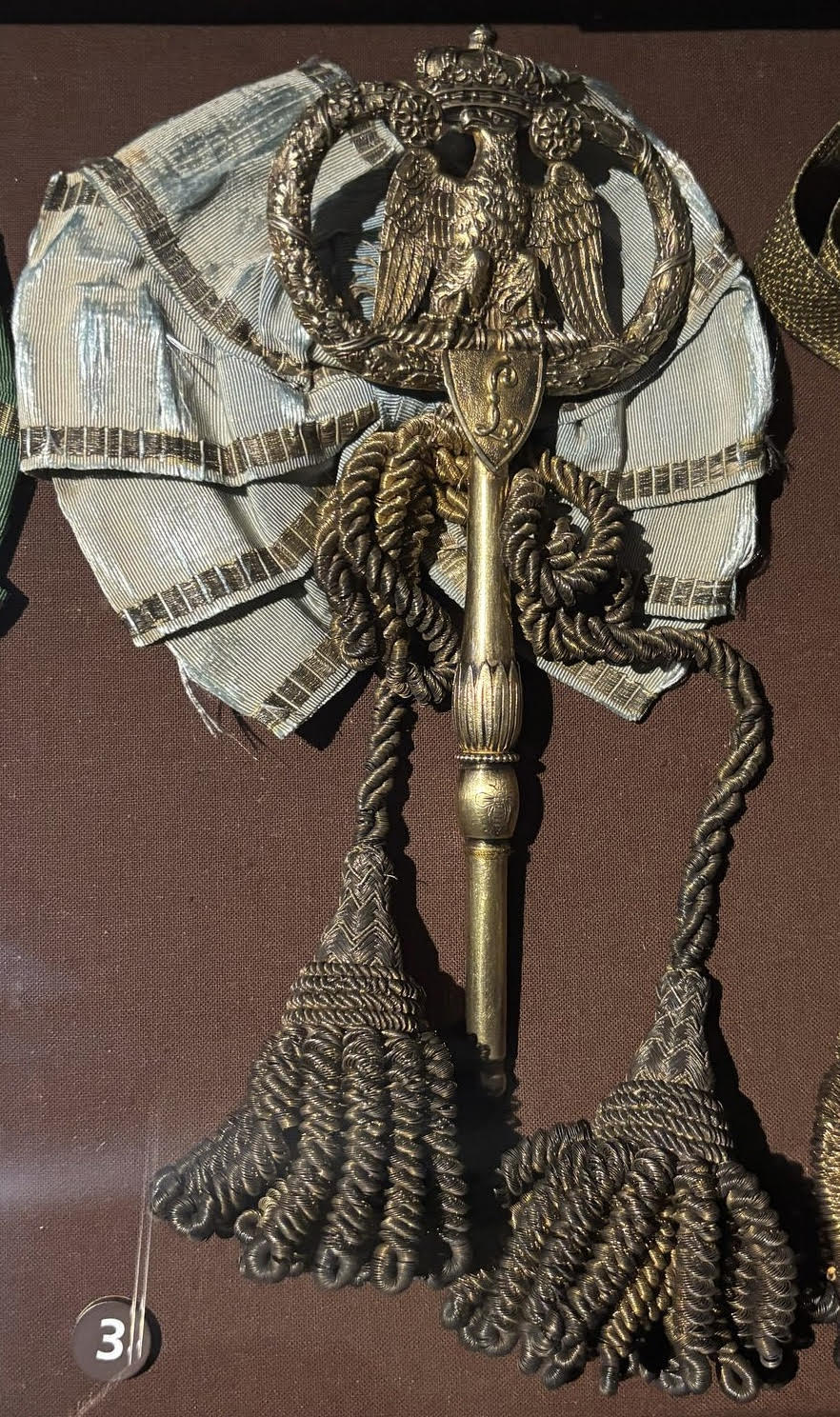
Clef de chambellan de la Maison de l'Empereur, Anonyme, 1804-1814, Musée de l'Armée.
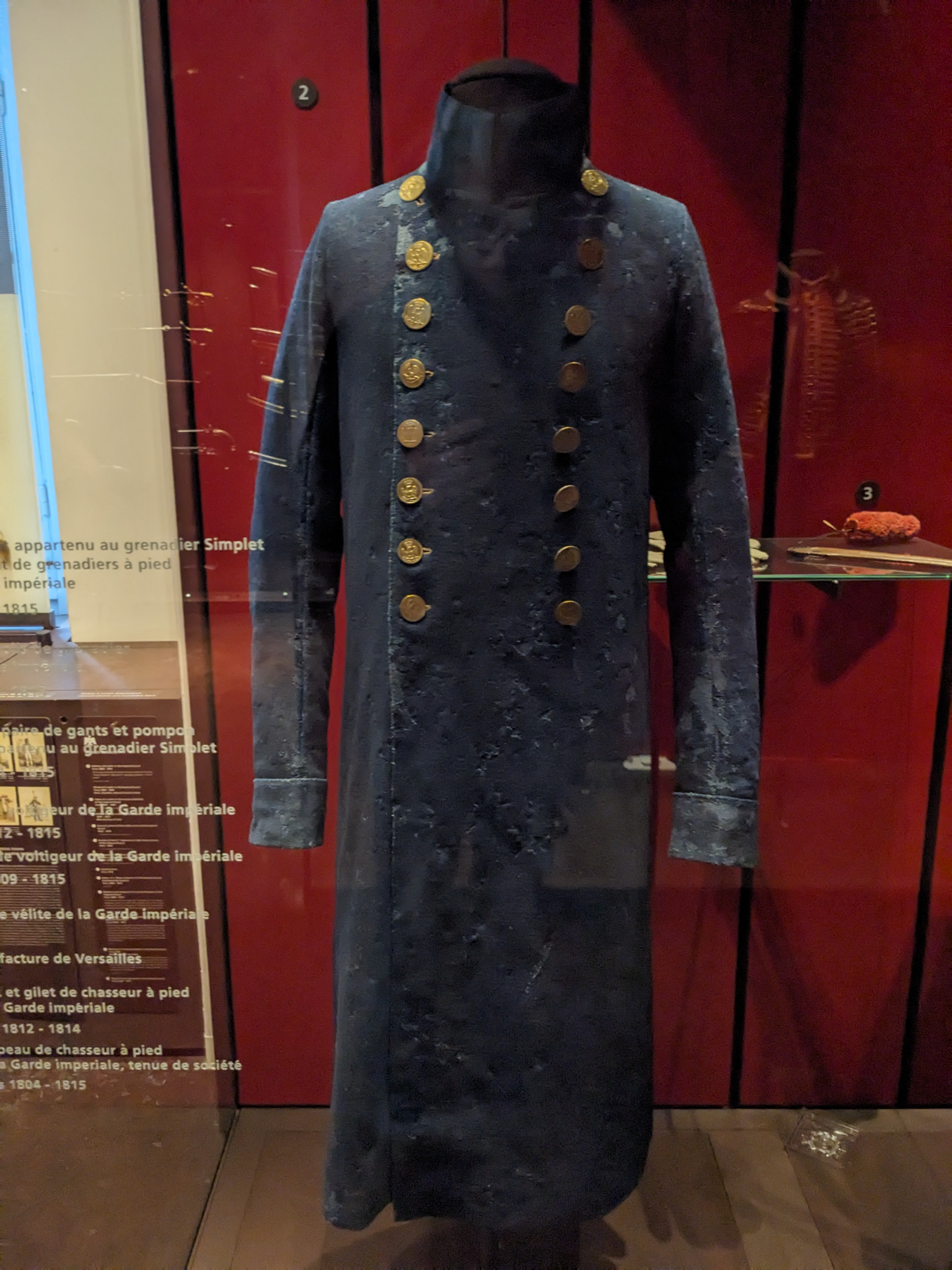
Capote (vêtement de dessus protégeant contre le froid et la pluie) ayant appartenu au grenadier Simplet, du 1er régiment de grenadiers à pieds de la Garde impériale vers 1804 - 1815 (l'infanterie de ligne, elle, ne portait pas de capote de couleur bleue), conservé au musée de l'Armée.
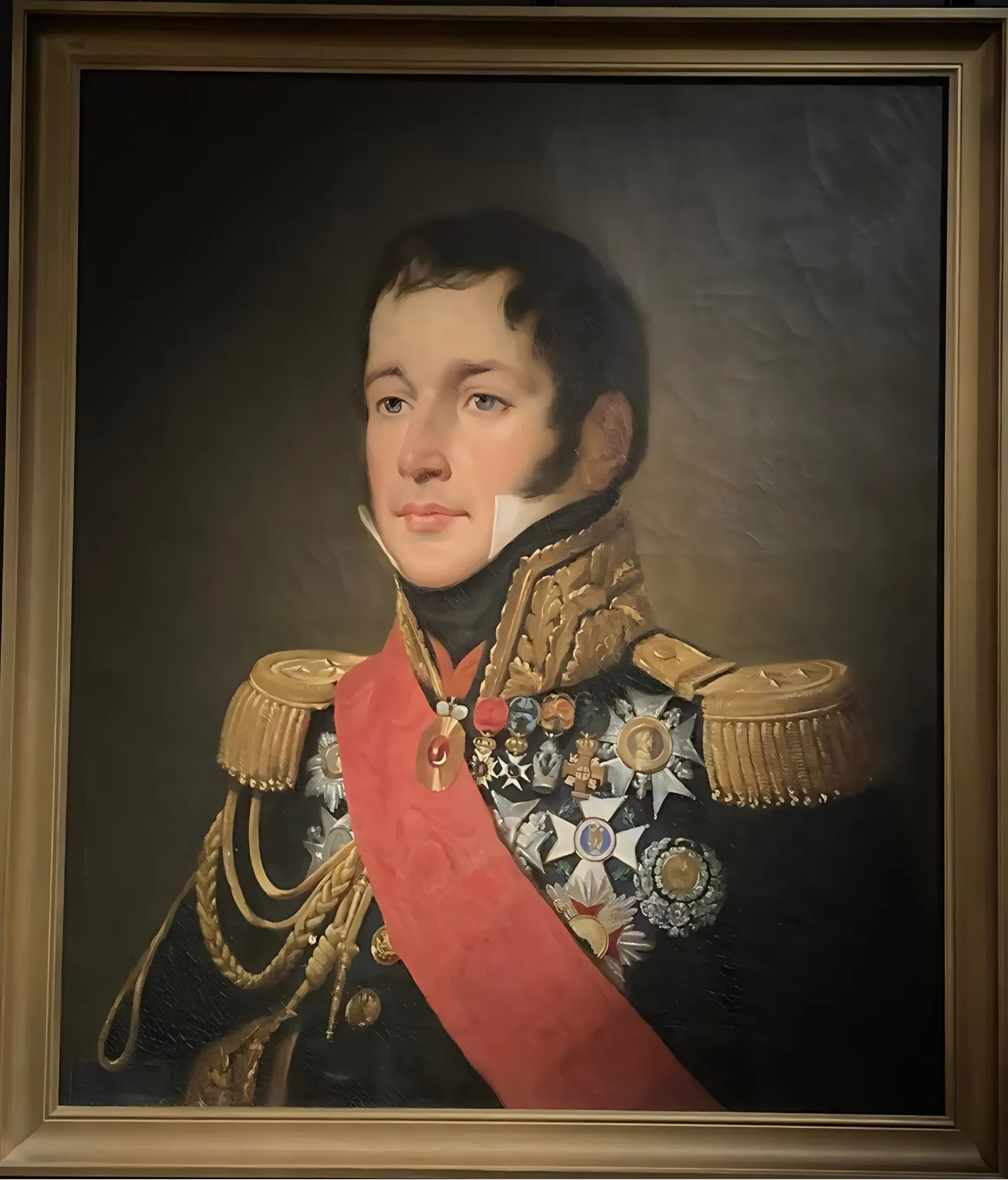
Le lieutenant-général Armand-Charles Guilleminot (1774-1840), Louise-Adelaïde Desnos (1843), Musée de l'Armée.
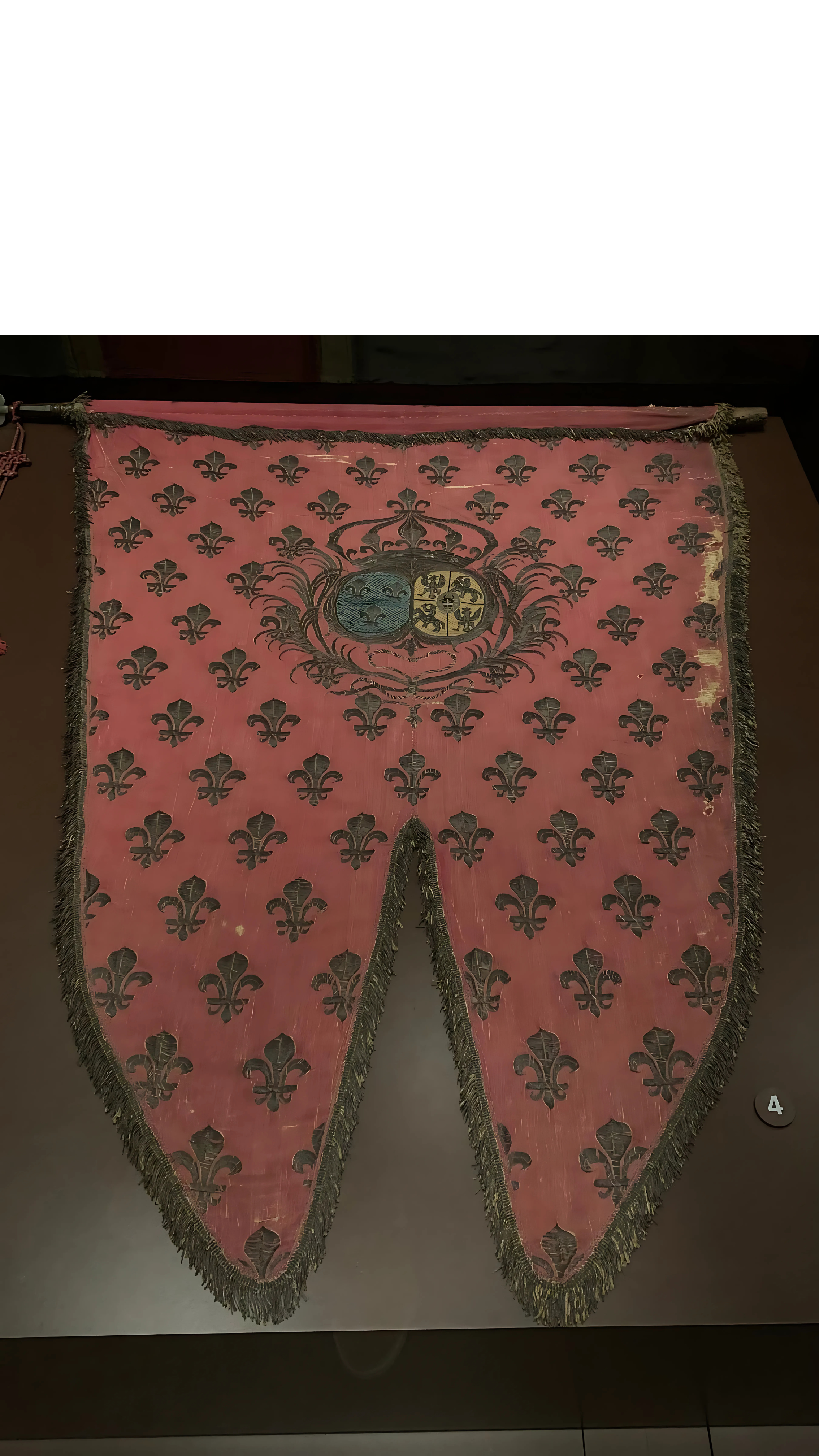
Guidon du régiment de dragons de la Reine (1745), Musée de l'Armée
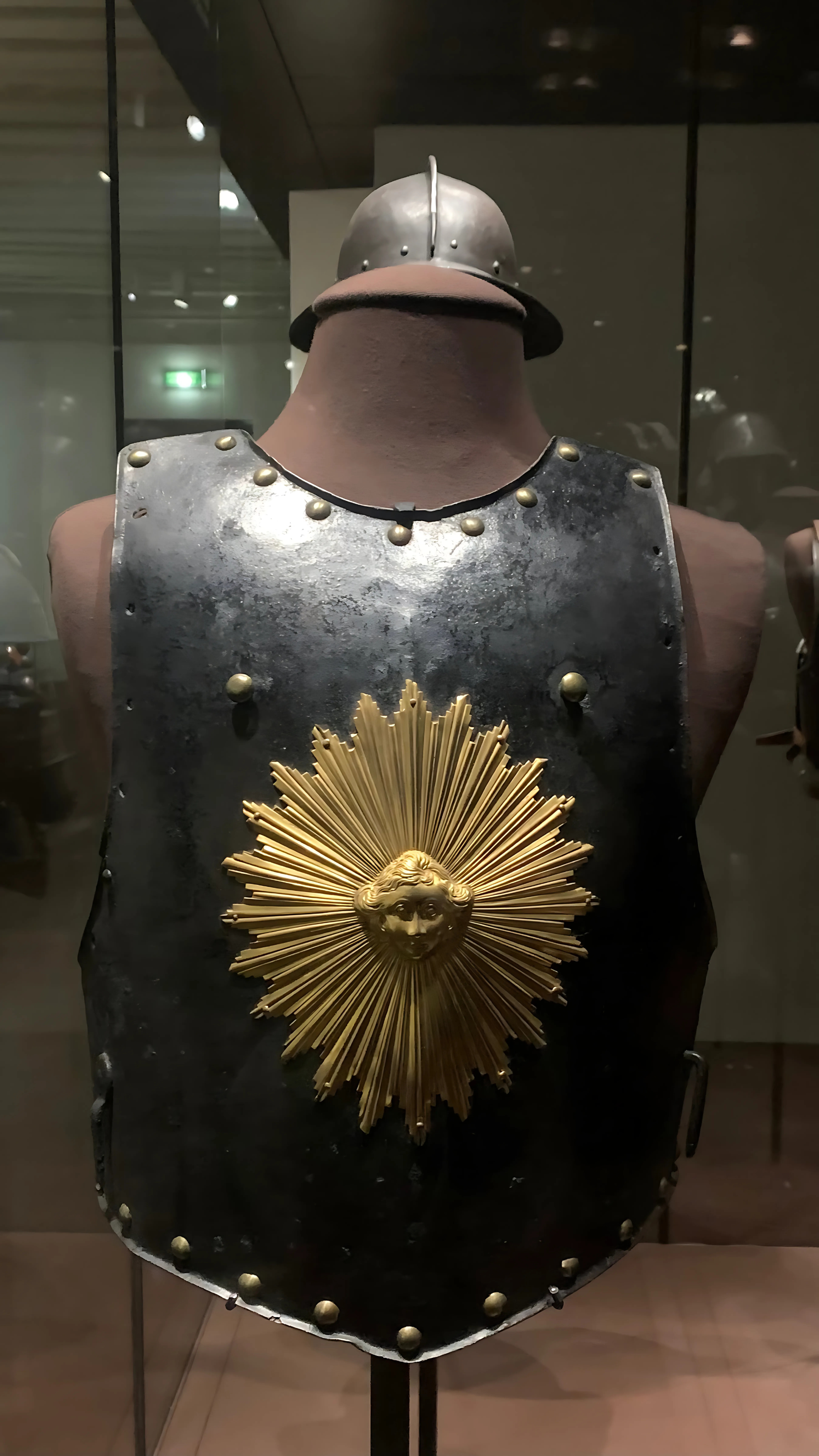
Cuirasse de cavalerie (1700-1750), Musée de l'Armée
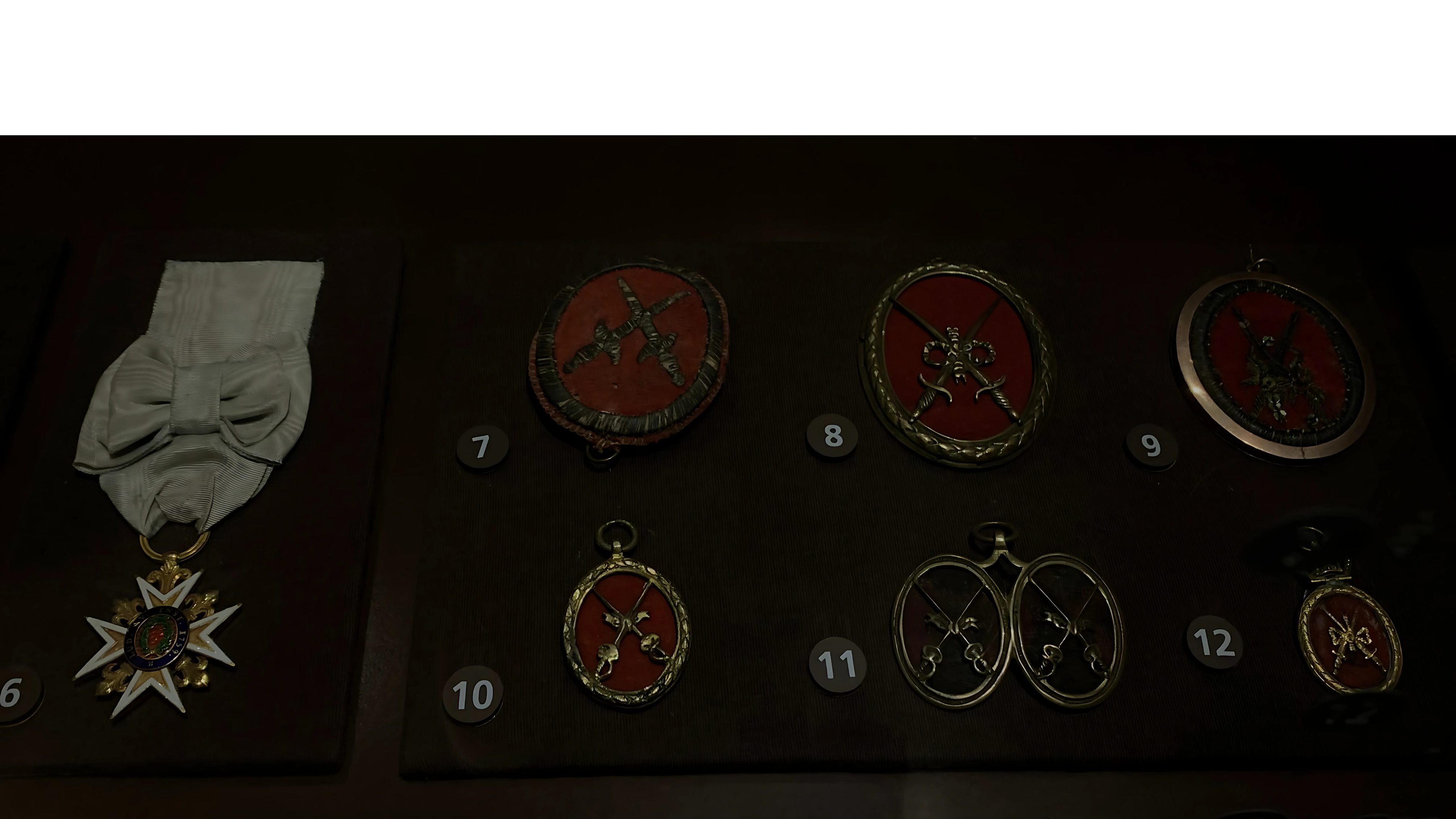
Croix de chevalier de l'ordre du Mérite militaire et médaillons (1750-1800), Musée de l'Armée
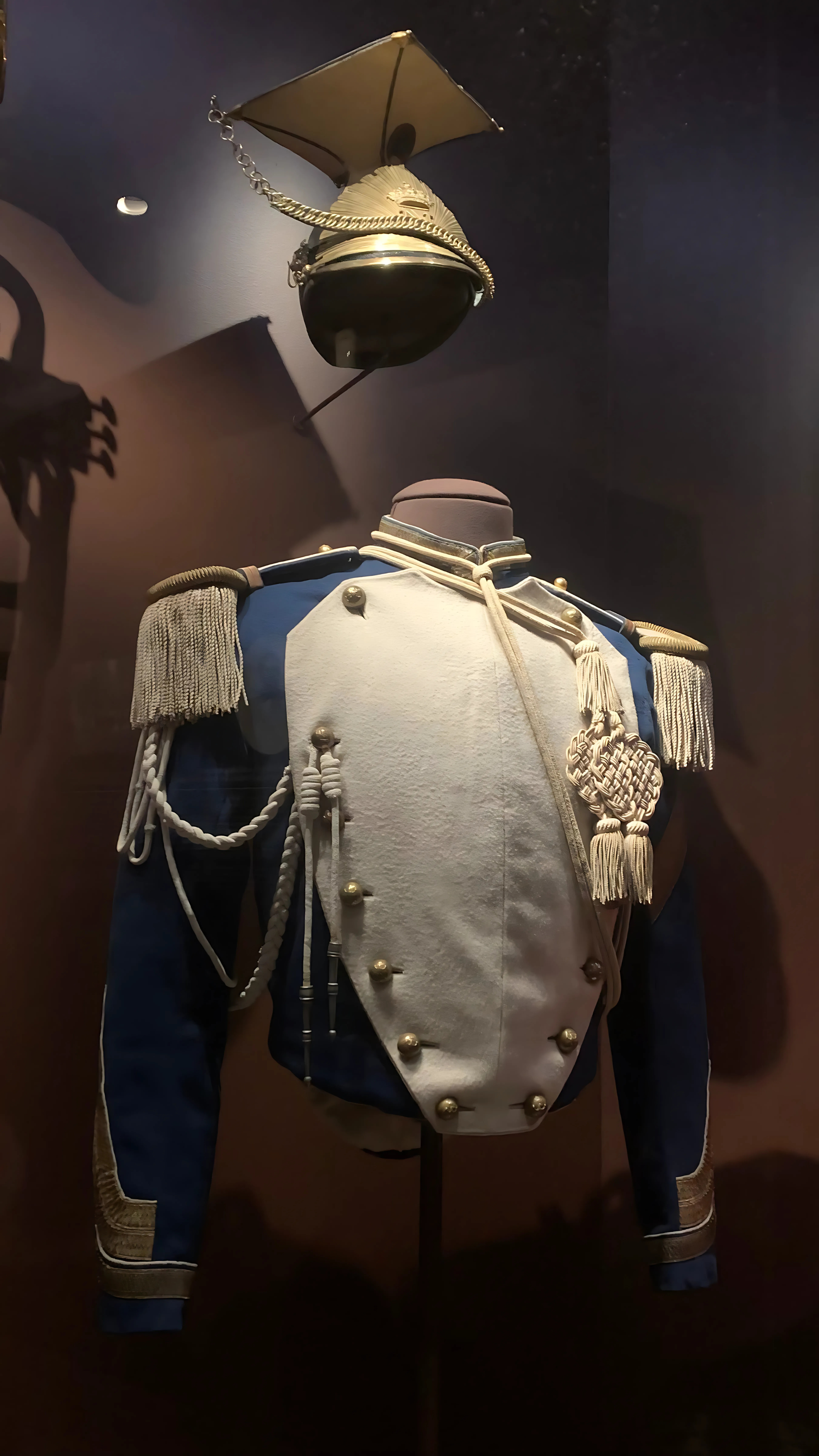
Chapska et kurtka de trompette-major du régiment des lanciers de la garde impériale (1852-1870), Musée de l'Armée
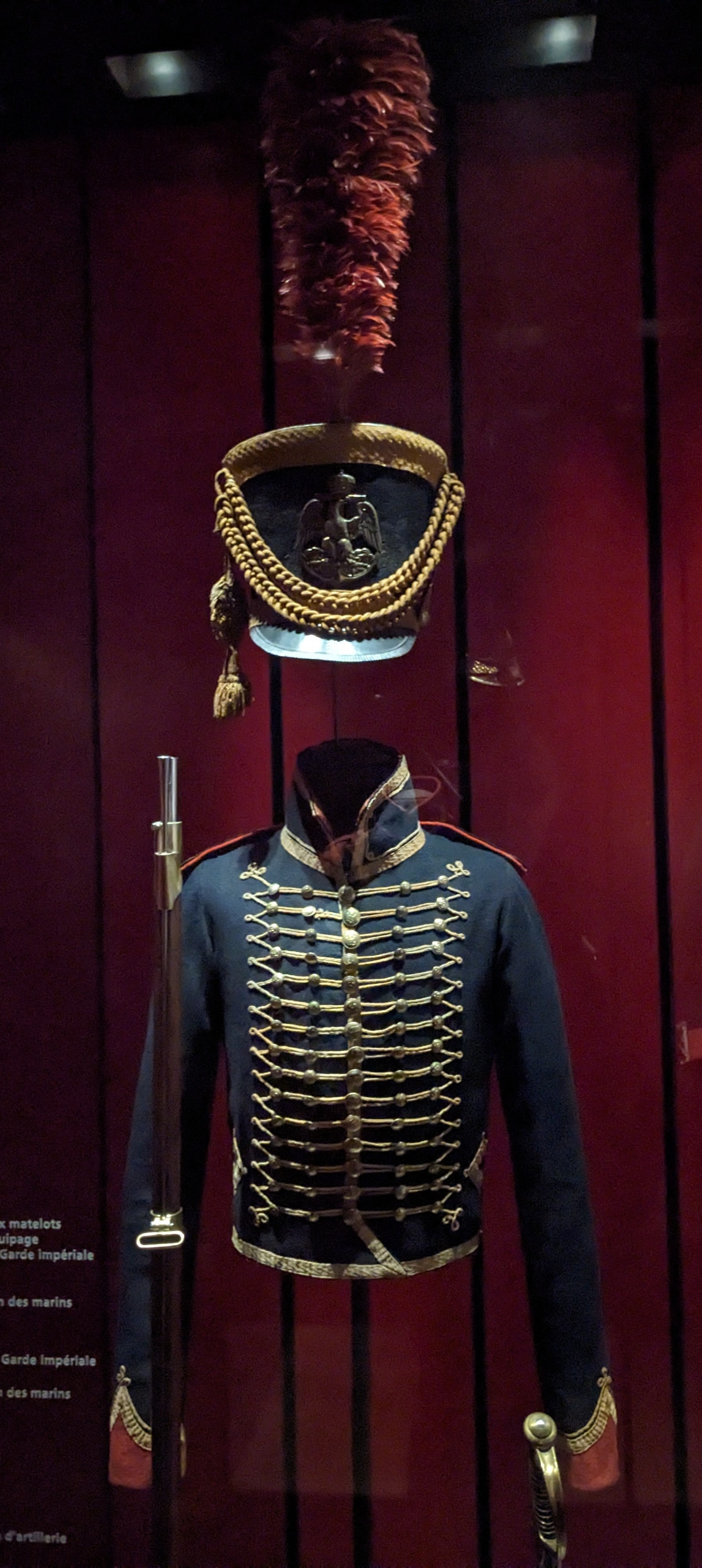
Dolman et shako du bataillon des marins de la Garde impériale, vers 1804 - 1814, conservé au musée de l'Armée.

## Directeurs du musée historique de l'Armée

### Le général Joseph Émile Vanson (1825-1900)

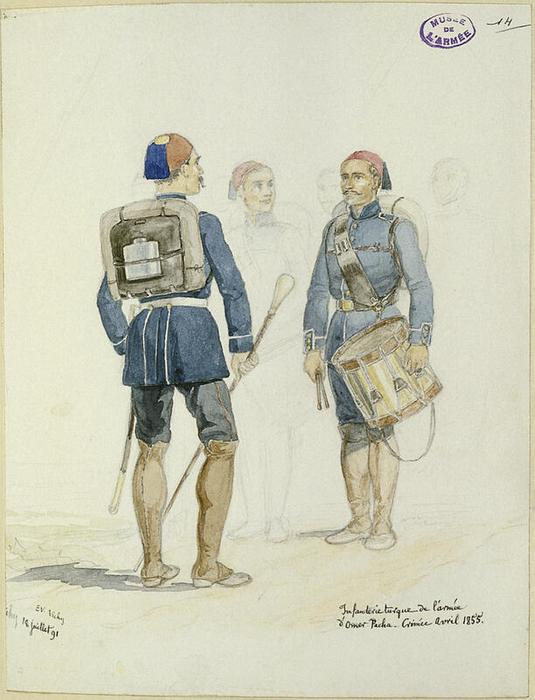
Infanterie turque de l'armée d'Omer Pacha, Crimée, 1855 (Collection de Vanson) © Paris - Musée de l'Armée, Dist. GrandPalaisRmn / image musée de l'Armée

Né le 19 août 1825 à Lunéville, Joseph Émile Vanson développe dès son enfance une forte attirance pour le dessin, l’histoire et la vie militaire. Observateur attentif de son époque, il nourrit son intérêt en croquant des scènes du quotidien et en étudiant les figures de soldats, ce qui traduit son goût précoce pour la représentation du monde militaire.
« Émile avait emporté une espèce de calepin et m’a rapporté cinq ou six croquis qu’il a faits. C’est un de ses grands amusements que de croquer les paysans un peu grotesques qui se placent à sa portée. Je suis bien aise de lui voir ce goût-là. » « Émile doit bien jouir de voir les soldats et de pouvoir assister aux manœuvres et surtout à la petite guerre qu’il aime tant ! »
Sa vocation le pousse à s’engager volontairement dans l’armée en 1846, au 39e régiment d’infanterie, avant d’intégrer l’École spéciale militaire de Saint-Cyr en 1849. Après sa formation, il rejoint le corps d’état-major et participe à plusieurs campagnes majeures du Second Empire, notamment en Crimée (1854-1856), en Italie (1859) et au Mexique(1864-1867).

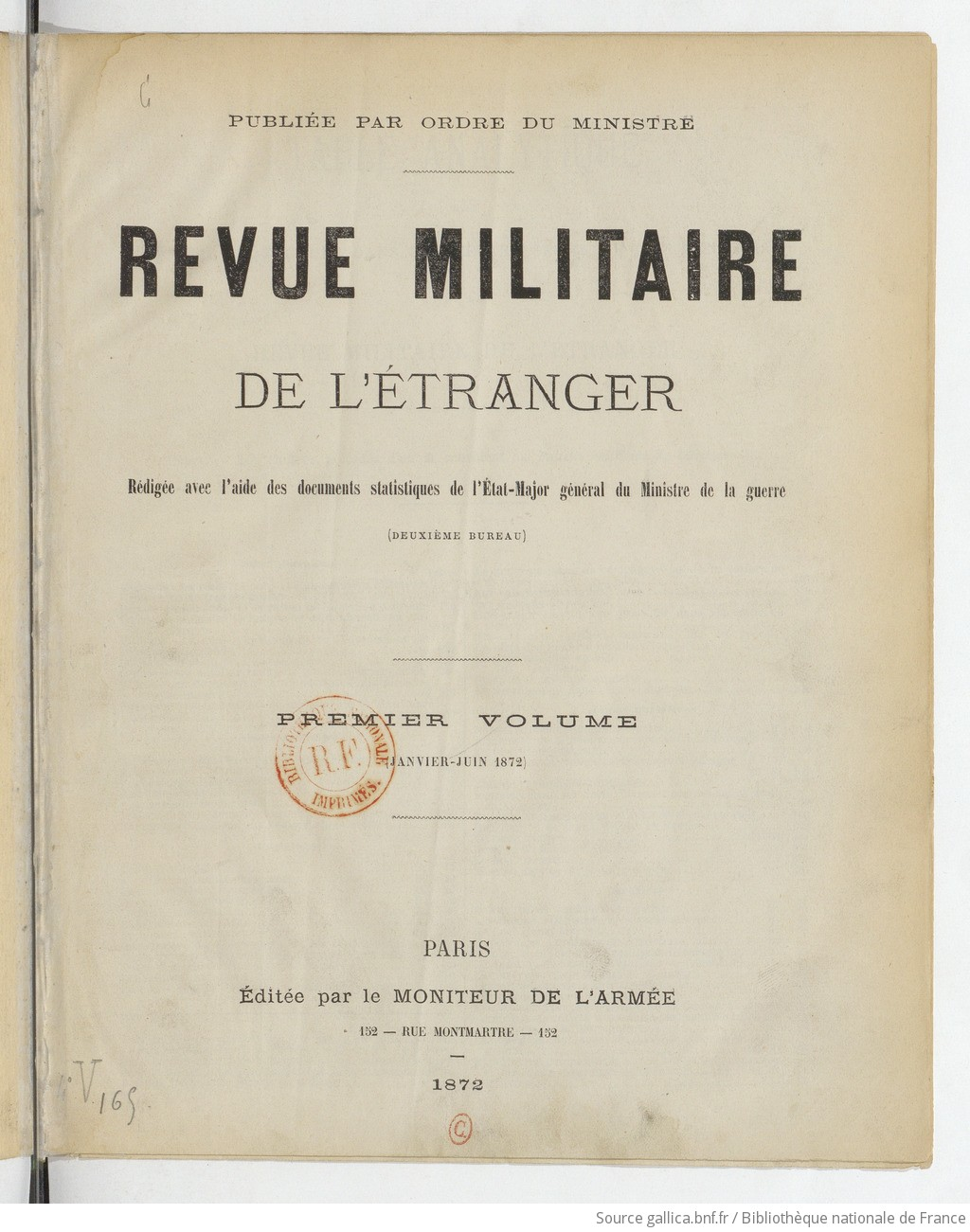
Revue militaire de l'étranger, premier volume, janvier-juin 1872 © Bibliothèque nationale de France

Au-delà du champ de bataille, il joue un rôle clé dans l’administration militaire. De 1874 à 1880, il dirige le 2e bureau de l’état-major général, où il contribue activement à la modernisation de l’armée et aux réformes militaires. Il fonde également la Revue militaire de l’étranger et prend une part active aux reformes liées à la nouvelle organisation de l’armée, menées par le général du Barail au début des années 1870. Il prend sa retraite en 1888 et se consacre à la recherche historique sur l’armée jusqu’à sa mort en 1900.

#### Premier directeur du musée historique de l'Armée (1896-1900[26])
Le général Vanson s’est imposé comme une figure clé et résolument persévérante dans la création du Musée Historique de l’Armée, notamment à travers son engagement au sein de La Sabretache. En 1893, il est sollicité par le ministre de la Guerre, le général Loizillon, pour participer aux discussions menées par Edouard Detaille, président de la Sabretache, en vue de la création d’un musée consacré à l’histoire militaire. Loizillon envisage alors d’établir un musée complémentaire au Musée d’Artillerie et de confier la direction des deux institutions à un officier général. Cependant, ce projet est rapidement compromis par le renversement du gouvernement en décembre 1893 et l’arrivée du général Mercier au ministère. Ce dernier, peu favorable à l’initiative, bloque toute modification du Musée d’Artillerie, mettant ainsi un coup d’arrêt au projet de Vanson.
Loin de se laisser décourager, Vanson poursuit inlassablement son combat. Dans les Carnets de la Sabretache, il exprime sa détermination à surmonter cet échec et plaide en faveur d’un musée militaire permanent, plutôt que d’une simple exposition temporaire prévue pour l’Exposition universelle de 1900. Confronté à une instabilité politique marquée par une succession rapide de ministres, il doit patienter jusqu’à ce que le contexte soit plus favorable à la reprise du projet.
Jusqu’en 1896, il a mené une véritable campagne de préparation en multipliant les projets et en sondant l’expérience internationale. Par l’intermédiaire du ministère, il a sollicité les attachés militaires des ambassades françaises à Madrid, Vienne, Saint-Pétersbourg et Bruxelles pour obtenir des informations détaillées sur l’organisation de musées militaires à l’étranger. Ces retours lui ont permis de constater le retard de la France dans ce domaine et de renforcer sa détermination à créer un établissement pérenne, en contraste avec l’éphémère évocation du passé lors d’expositions comme celle de 1900.

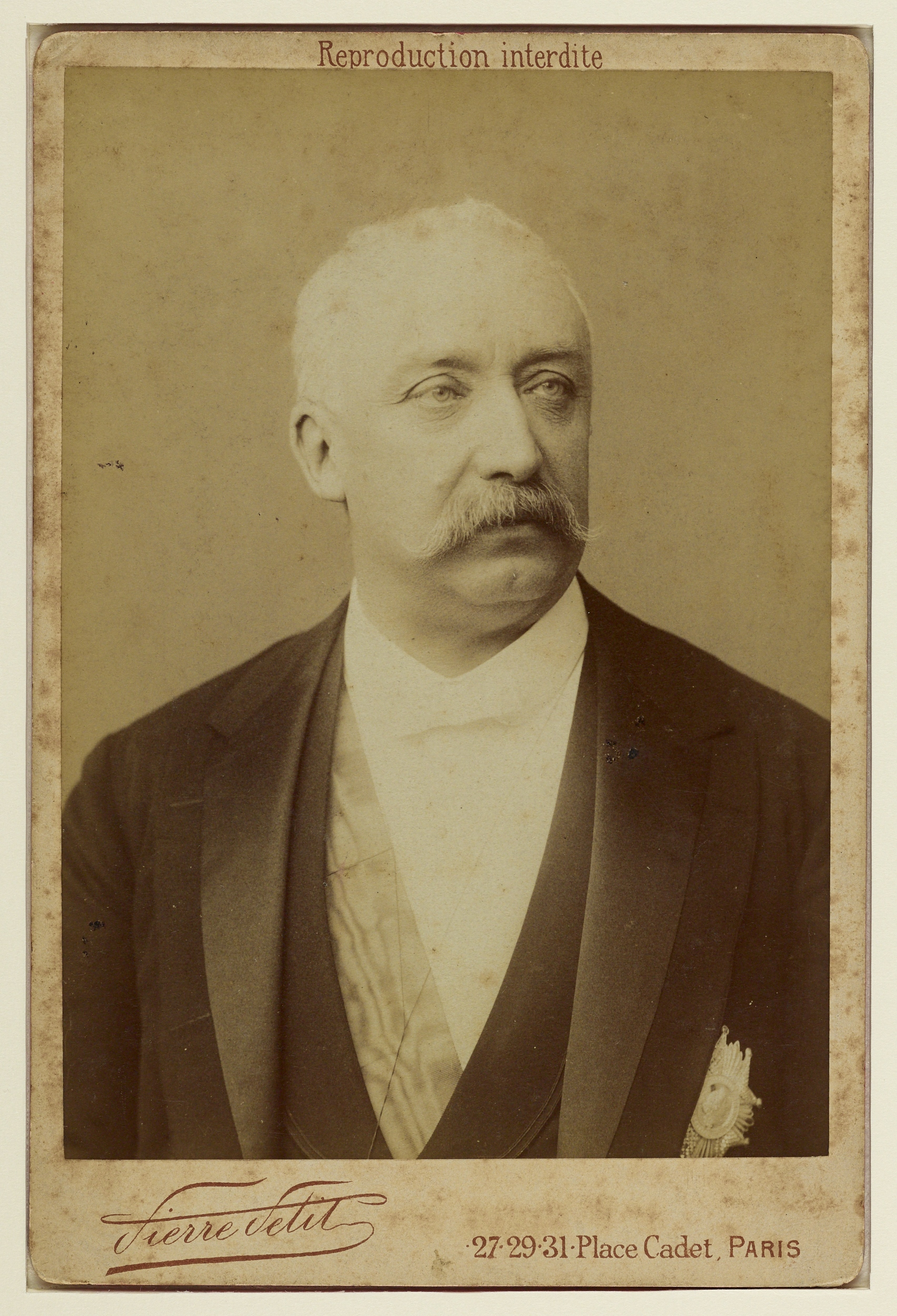
Portrait de Félix Faure (1841-1899), réalisé par le photographe Pierre Petit (1831-1909)

Le tournant décisif survient en 1896, avec l’arrivée du général Billot au ministère de la Guerre et le soutien actif de ses collaborateurs, notamment le général de Torcy et le chef d’état-major, Boisdeffre. Le projet de Vanson est alors examiné et ajusté. Finalement, le 22 août 1896, le ministre Billot approuve officiellement la création du Musée Historique de l’Armée et, le 31 octobre 1896, le président Félix Faure signe le décret de fondation du musée. Dès lors, Vanson est nommé président de la Commission ministérielle d'organisation, qui regroupe des officiers et des administrateurs chargés de définir la structure et la mise en place du musée. Le 16 décembre 1896, il devient officiellement le premier directeur du musée, une fonction bénévole, et peut dès lors consacrer toute son énergie à son organisation.

Après sa nomination en tant que directeur, le général Vanson ne se contente pas d’administrer le musée ; il en façonne l’identité profonde et définit ses objectifs avec une ambition dépassant largement la simple conservation d’objets militaires. Pour Vanson, le Musée Historique de l’Armée n’est pas un musée ordinaire. Il n’est ni un musée d’art, ni un cabinet de curiosités, mais un sanctuaire de la mémoire nationale, où l’histoire de l’armée se confond avec celle de la Nation. Dans cette optique, il place le musée sous le signe du culte du souvenir, inspiré par la philosophie de la Sabretache, qui cherche à « rattacher le présent au passé pour préparer l’avenir ». Il souhaite ainsi élever l’armée au rang d’un patrimoine national, en ancrant son histoire dans l’enceinte sacrée des Invalides, lieu de repos des héros militaires.Comme l’écrit plus tard le général Niox,
« C’est un musée d’Histoire et de sentiment [...] qu’on ne saurait visiter sans un respect pieux. »

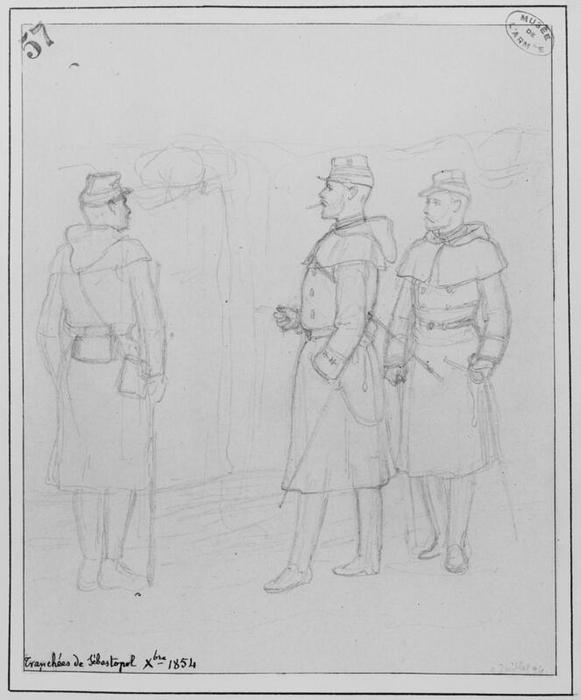
Officiers d'infanterie en "criméenne" dans les tranchées de Sébastopol (Collection de Vanson) © Paris - Musée de l'Armée, Dist. GrandPalaisRmn / image musée de l'Armée

Le musée devient alors un véritable temple du passé militaire, un lieu où l’on glorifie les exploits des soldats, non seulement pour honorer leur mémoire, mais aussi pour renforcer la cohésion nationale. Il ne s’agit pas seulement de raconter des batailles ou d’exposer des uniformes, mais de montrer les valeurs incarnées par l’armée française : la bravoure, le sacrifice et l’honneur. Dans une lettre de 1898, Vanson souligne l’importance d’enseigner aux nouvelles générations une histoire fondée sur des faits authentiques, plutôt que sur des récits embellis :
« Je crois fermement qu'il est avantageux pour l'armée au moment où elle n'a rien à se mettre sous la dent, d'entretenir ou d'éveiller chez elle le goût et l'amour de son passé, en lui donnant pour aliment non pas des traditions vagues, mais des renseignements authentiques sur ce qu'elle a toujours été en France. »

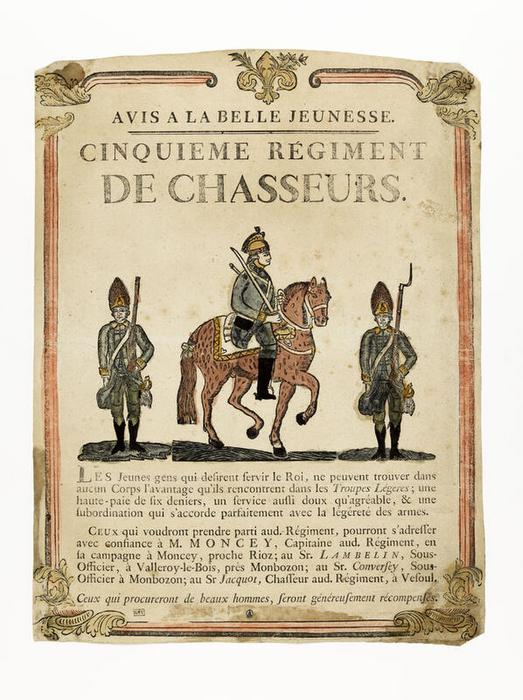
Avis à la belle jeunesse, 5e régiment de chasseurs. Legs du général Joseph Émile Vanson, 1901 © Paris - Musée de l'Armée, Dist. GrandPalaisRmn / image musée de l'Armée

Dans ce cadre, le musée a une fonction éducative primordiale. Il doit instruire à la fois les militaires et le grand public, en leur permettant de comprendre le rôle de l’armée dans l’histoire nationale. Vanson insiste sur la nécessité d’offrir une éducation historique accessible, où la transmission du passé ne repose pas uniquement sur des livres, mais aussi sur l’expérience directe des objets et des témoignages matériels. Il veut rendre le musée vivant, afin que chaque visiteur puisse ressentir un lien personnel avec l’histoire militaire française.
Cependant, son ambition ne s’arrête pas là. En plus d’être un lieu de mémoire et d’enseignement, le musée doit aussi être un centre d’inspiration pour les artistes, notamment les peintres militaires. Vanson voit dans l’iconographie militaire un moyen puissant de perpétuer l’image de l’armée dans l’imaginaire collectif. Il souhaite que les vitrines et les expositions du musée servent de référence visuelle pour les artistes, afin qu’ils puissent représenter l’armée française avec une exactitude historique.

### Le général Gaston Ovide de la Noë (1836-1902)
Né à Limoux le 17 mai 1836, Gaston Ovide de La Noë fait ses études à l'École polytechnique à partir de 1855 et sort de l'École d'application de l'artillerie et du génie en 1859 avec le grade de Lieutenant au sein du 1er régiment du Génie, servant à Metz et à Montpellier. Sa carrière prend, dès 1862, une tournure particulière, centrée sur la topographie, puisqu'il devient professeur-adjoint auprès du commandant chef de bataillon Charles-Moÿse Goulier,, chargé du cours de topographie et des travaux attachés. Promu capitaine le 31 décembre 1863, il travaille à l'École d'application jusqu'en février 1866 puis sert dans l'État-Major à Constantine pendant deux ans avant de rejoindre la brigade topographique du Génie.
À la suite de la guerre de 1870, durant laquelle il est affecté à Langres avec la 2e section de la brigade, et décoré de la croix de chevalier de la Légion d'honneur le 5 mai 1871, de La Noë effectue des levers dans ses environs puis à Dijon et à Besançon. Il prend la tête de la brigade topographique en avril 1874 qu'il commande jusqu'en 1888 et est nommé chef de bataillon le 23 juillet 1877. La brigade devient elle-même la 2e section (chargée des levers de précision) du Dépôt de la Guerre à partir de juin 1885 et de La Noë, en raison de sa promotion au grade de lieutenant-colonel le 29 juillet, n'est plus à sa tête mais demeure au sein du Service géographique. Nommé au poste de sous-directeur en 1888, il est promu colonel le 11 juillet 1889, officier de la Légion d'honneur deux ans plus tard en 1891. Il devient directeur du Service géographique le 24 décembre 1894, puis général de brigade le 16 mars 1895, et commandeur de la Légion d'honneur en 1898, année de son passage dans le cadre de réserve.
Désigné par Goulier comme "son fils" et continuant son œuvre, Gaston de La Noë se distingue par des études variées. Entre-autres, il contribue à l'amélioration des instruments de cartographie, invente un nouveau procédé de photo-gravure sur zinc à morsure légère, introduit l'outillage créé par son ancien professeur. Il publie en 1888 son étude principale, Les formes du terrain, réalisée en collaboration avec le géologue Emmanuel de Margerie. Il y étudie les causes du modelage de la surface d'une région de son état premier, ou "structural", à son état actuel, ou "topographique", arrivant à la conclusion que l'agent prépondérant dans ce processus est l'érosion aqueuse. Thèse qu'il appuie également par des expériences de laboratoire. Également membre de la Commission de topographie des Gaules, il fait paraître ses travaux d'archéologie la même année : Principes de la fortification antique pour servir au classement des enceintes dont le sol de la France a conservé les traces.
Au moins à partir de 1898, le général de La Noë assure la présidence du groupe XVIII – Armées de terre et de mer au sein de l’exposition rétrospective universelle des armées de terre et de mer, au cours de l’exposition universelle de 1900. Il travaille avec Édouard Detaille, qui est alors président de la Commission d’organisation de l’exposition rétrospective. Et c'est en tant que président du groupe XVIII que de La Noë se voit désigné, par une lettre du général Louis André (1838-1913), ministre de la Guerre, le 31 juillet 1900, comme nouveau directeur du Musée Historique de l'Armée à la suite du défunt général Vanson.
Le second directeur du musée historique de l'Armée

La première action du général de La Noë en tant que directeur est l'organisation avec Édouard Detaille d'un Comité de Perfectionnement sur demande du ministre, afin d’assister dans l’exercice de ses nouvelles fonctions. Il est composé d’officiers et de fonctionnaires du département de la Guerre, dont le général sous-chef d’État-Major à la tête de la section historique (en tant que Président), le directeur du musée lui-même, ainsi que de Detaille ainsi et de membre de la Sabretache désignés par lui selon leurs spécialités. La composition suivante est ensuite proposée au Général André le 26 septembre, puis approuvée et signée le 4 octobre,.
             M. M.
Le Général de Lacroix, Sous-chef d’État-Major de l’Armée Président
Le Général de La Noë, Directeur du Musée } Vice-Président
Edouard Detaille } Vice-Président
Le Général Baillod
Le Lieutenant-Colonel Bérard (Chef du Génie de Paris (R. G.)
Les Contrôleurs de l’Administration de l’Armée :
             Gaboriau.
             Alambert.
Le Lieutenant-Colonel Gallet, Sous-Chef du Cabinet du Ministre.
Le commandant Coulanceau, Chef de la Section Historique
Les capitaines Carnot, du 130e régiment d’infanterie, Carlet, officier de M. le Gal, Commandant de la 10e division d’infanterie, Olivier, du 3e régiment d’inf. de Marine.
Chabbert,  Sous-Chef de bureau du Cabinet du Ministre (correspondance générale).
Membres de la Sabretache :
-         Germain Bapst
-         G. Berdin
-         Bottet
-         Cottreau
-         Grammont
-         d’Harcourt
-         Henri Houssaye
-         Levert
-         Meillot
-         Rouffet
Réuni le 10 novembre 1900, le Comité de perfectionnement se fixe les objectifs de donner au Musée historique de l'Armée une organisation et une présentation pérennes, moins provisoires, ainsi que de classer et de développer ses collections. Sur la proposition du général de Lacroix, le Comité est également divisé en commissions plus spécialisées, ce afin d'assurer une meilleure organisation du travail. La première prend en charge l'organisation générale et la décoration du musée, ainsi que les œuvres d'art. La deuxième commission est chargée du costume militaire, des armes, du matériel, doit déterminer leur authenticité et même, si possible, en dresser le catalogue. La troisième, celle des tableaux, estampes et dessins, a également la tache de choisir les pièces à exposer. La quatrième, spécialisée dans l'Histoire militaire, ayant sous sa charge la bibliothèque et les documents du musée, doit aider le Comité à établir la valeur relative des acquisitions et de fixer leur place au sein des sections. Enfin, dans l'idée d'accroître les collections du musée, la cinquième commission est chargée des acquisitions. Par elle, sa recherche et l'émission de son avis, le Comité doit être tenu au courant de toute opportunité d'acquérir des objets et de leur valeur.
1ère Commission – Organisation générale et Décoration. (Œuvres d’art).
             M. Ed. Detaille Président
Membres : M. M. Alambert, Baillod, Bapst, Bottet, Cottreau, d’Harcourt, Levert et Meillot.
2e Commission, Costume militaire et accessoires, armes et matériel.
             M. Cottreau, Président.
Membres : M. M. Bottet, Cartet, Grammont et Rouffet.
3e Commission – Tableaux, Estampes, Dessins, etc…
             M. Meillot, Président.
Membres : M. M. Bapst, Bertin, Cottreau et Housaye.
4e Commission – Histoire militaire, documents, bibliothèque.
             M. Houssaye, Président.
Membres : M. M. Alambert, Bapst, Berdin, Carnot, Coulanceau et d’Harcourt.
5e Commission – Acquisition.
             M. Bottet, Président.
Membres : M. M. Bapst, Berdin, Carlet, Chabbert, Cottreau, Grammont, Meillot et Rouffet.

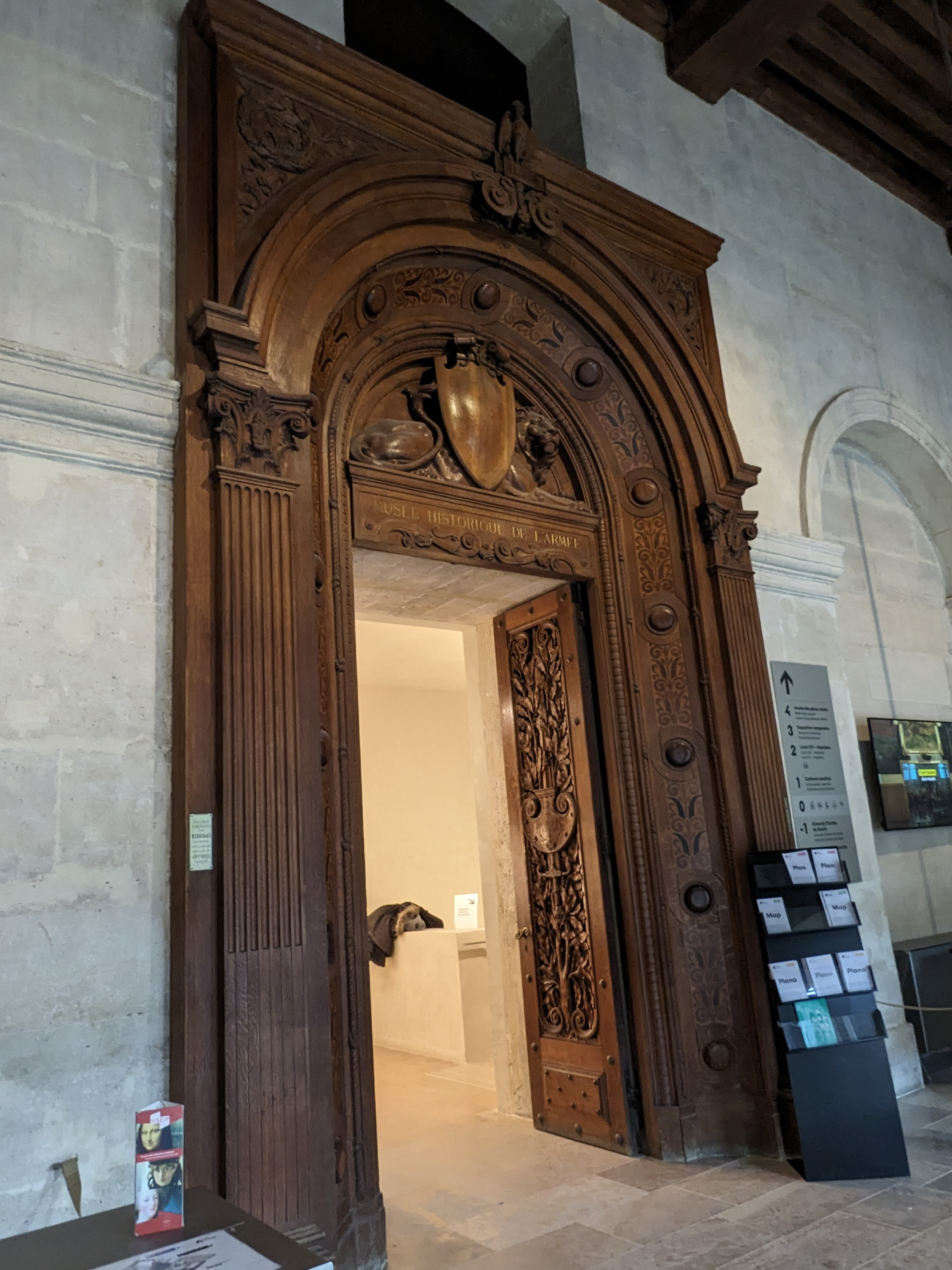
La porte monumentale de l'aile orientale de l'Hôtel national des Invalides a été réalisée par L. Bourgaux sur les dessins de P. Sédille, pour figurer à l'Exposition universelle de 1900. Elle a été par la suite donnée au musée historique de l'Armée.

En tant que directeur tout au long des deux années suivantes, Gaston de La Noë est présent aux réunions du Comité de perfectionnement au complet ainsi qu'à celles de certaines commissions, abordant les travaux en cours, les nouvelles acquisitions, la gestions des dons... Ainsi, le 22 décembre 1900, c'est lui qui informe l'assemblée de l'acceptation par le ministre de la Guerre du legs Vanson au Musée. C'est également à cette même séance qu'est annoncé le don par le menuisier L. Bourgaux de la porte de l'aile orientale, arborant la titulature du Musée historique de l'Armée. Mais le Général de La Noë meurt subitement, victime d’une embolie, le 1er septembre 1902. Sa mort soudaine laisse le Musée Historique de l’Armée à nouveau sans directeur et le poste demeure ensuite vacant jusqu'à la fusion avec le Musée d'Artillerie en 1905.

## Fusion avec le musée d'Artillerie
Si l'administration du musée historique de l'armée et du musée d'Artillerie fusionnent en 1905, leurs inventaires sont tenus séparément jusque dans les années 1960. Cette unification des deux entités, évoquée dès les premiers projets du musée historique de l'armée, se justifie au regard de la grande disproportion des collections par rapport au musée d'Artillerie, ainsi que par la vacance depuis 1902 du poste de directeur. Cette alliance ne remporte pas tous les suffrages, certains soulignent les différentes approches des deux musées: le musée d'Artillerie met en avant les techniques d'armement à travers les époques, le musée de l'armée construit la mémoire nationale à travers son armée. Un comité de perfectionnement est désigné en 1902, dominé par une composante civile, moins attachée à la dimension proprement nationaliste du musée historique et qui accélère finalement une fusion amorcée dès 1900. Rassembler les deux musées de l'Hôtel des Invalides derrière une même entité semble être le seul moyen de préserver et de pérenniser un lieu de mémoire dont la fondation reste largement déterminée par le climat d'après 1870 et l'exposition universelle de 1889, lequel survit alors difficilement à la mort de son directeur et de ses principaux défenseurs. Sur un plan politique, ce rassemblement marque aussi la volonté du Parlement de séparer les institutions muséales du commandement militaire en les faisant passer sous la responsabilité du Bureau de correspondance générale.
Depuis la réunion des collections, les salles du musée de l'Armée ont été enrichies par de nombreuses donations de l'Etat (d'équipements, d'armes, d'uniformes...), notamment au moment de la fermeture d'organismes et d'institutions militaires, comme par exemple celles des manufactures d'armes de Saint-Etienne et de Tulle entre 1998 et 2001. Le musée de l'Armée peut également faire office de lieu de dépôt pour le ministère des Beaux-Arts et pour les musées nationaux, ou pour les importantes collections d'armes et d'armures réunies par exemple par Napoléon III au château de Pierrefonds. La collection réunit aujourd'hui près de 500 000 oeuvres.

## Les liens avec les collections de l’actuel musée de l’Armée

### L'exposition rétrospective«Toute une histoire!».
L'exposition rétrospective, « Toute une histoire ! : Les collections du musée de l'Armée » propose, en 2022, de revenir sur les cent dernières années du musée de l’Armée, en abordant divers aspects de son histoire, tels que la constitution des collections, un siècle d'acquisitions, ainsi que la manière dont le musée a forgé son identité. L’exposition évoque à la fois la naissance du musée de l’Armée et celle de l’un de ses prédécesseurs, le musée historique de l’Armée, en mettant en avant les diverses connexions entre les collections de ce dernier et celles du musée de l’Armée.